# Maastricht
Maastricht [maːˈstrɪxt] ⓘ (bis ins 20. Jahrhundert auch Maestricht geschrieben, in den meisten limburgischen Dialekten Mesjtreech, im Maastrichter Dialekt Mestreech [məˈstʁeːç]) ist die Hauptstadt der niederländischen Provinz Limburg und eine der ältesten Städte der Niederlande.
Der Name der Stadt ist aus dem lateinischen Traiectum ad Mosam und Mosae Traiectum („Maasübergang“) überliefert, der wohl auf die von den Römern errichtete Brücke über die Maas zurückgeht.
Das Stadtwappen zeigt einen silbernen fünfzackigen Stern auf rotem Grund mit einer goldenen Krone gekrönt und von einer Engelsgestalt im blauen Gewand gehalten.
Maastricht ist ein bedeutender Zielort des Tourismus in den Niederlanden, der nach Amsterdam die meisten Kulturdenkmäler (rijksmonumenten) beheimatet. Das gesamte Zentrum, mit der Vorstadt Wyck, steht als Gesamtanlage unter Denkmalschutz (beschermd stadsgezicht). Die Universitätsstadt weist einen hohen Anteil internationaler Studenten auf.

## Geografie

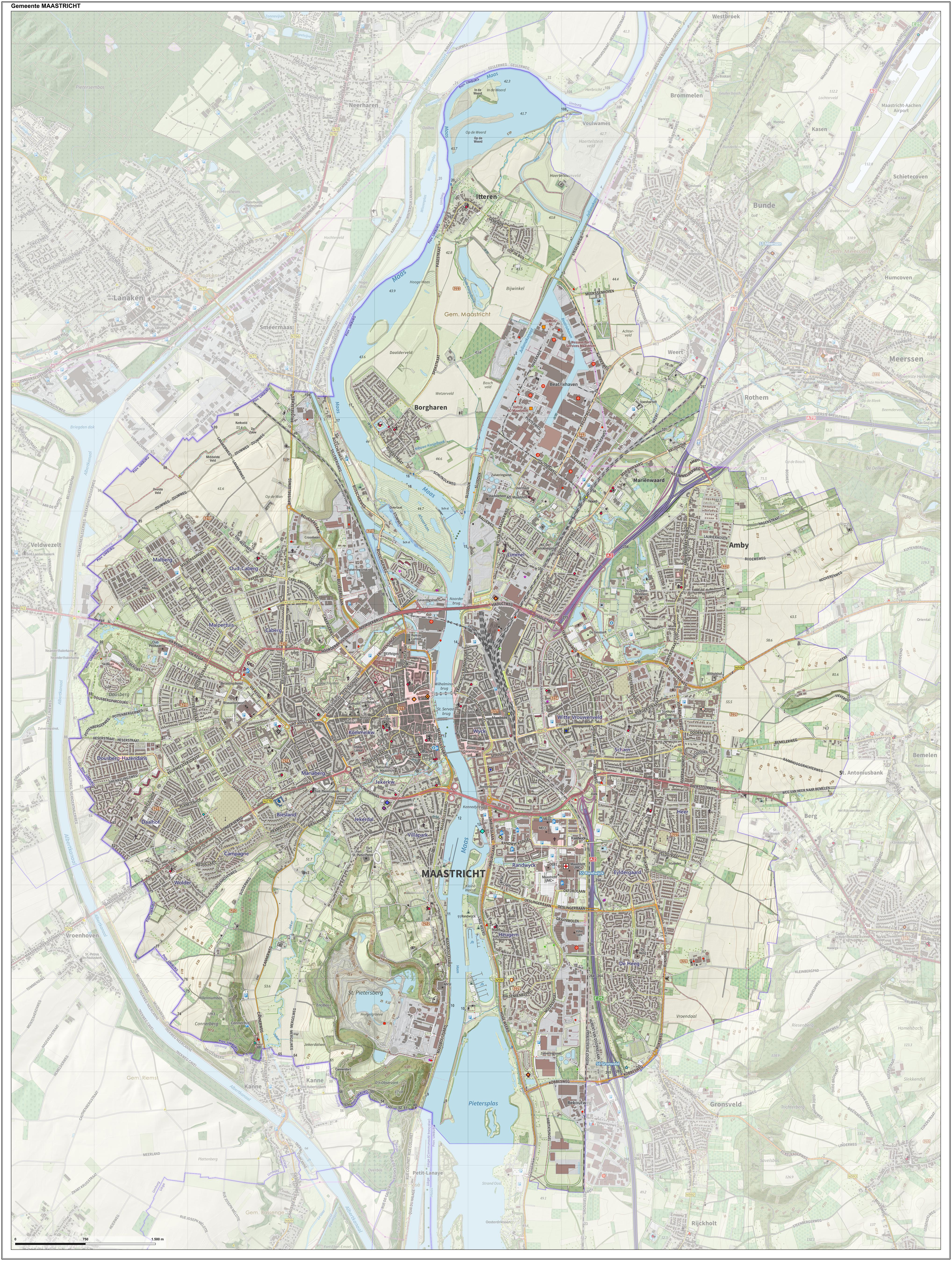
Topographische Karte von Maastricht, 2017

### Geografische Lage
Maastricht liegt im äußersten Südosten der Niederlande zwischen Belgien und Deutschland, an beiden Seiten der Maas. Die Innenstadt liegt auf einer Höhe von etwa 50 Meter über Amsterdamer Pegel. Der höchste Punkt (107 Meter AP) befindet sich auf dem Sint Pietersberg im Südwesten der Stadt, obwohl die nahe gelegene, von Menschen erstellte Höhe D’n Observant 171 Meter erreicht. Der kleine Fluss Jeker hat im Südwesten der Stadt zwischen den Sint Pietersberg und den Cannerberg/Louwberg ebenfalls ein Tal gebildet, wo sich einige Weinberge befinden. Am Jeker liegen verschiedene Wassermühlen, auch in der Innenstadt, wo der Fluss sich mehrmals teilt und nur teilweise sichtbar ist.
Maastricht grenzt sowohl an das gleichsprachige Flandern als auch an die belgische Wallonie. Die Randlage Maastrichts innerhalb der Niederlande ist vielerorts spürbar. Besonders in der Innenstadt mit ihren französisch anmutenden Geschäften ist ein starker französischsprachiger Einfluss erkennbar. Das von vielen gesprochene Maastrichter Platt, wie auch andere Limburgische Dialekte, hat vieles gemeinsam mit Deutsch. Nicht erst seit dem gleichnamigen Vertrag von Maastricht sagen die Maastrichter von sich, dass sie auf dem „europäischen Balkon“ wohnen.

### Nachbargemeinden
Die Stadt grenzt im Westen an die belgischen Gemeinden Lanaken und Riemst (Provinz Belgisch-Limburg), im Süden an Visé (Provinz Lüttich) und im Osten an die niederländischen Gemeinden Meerssen, Valkenburg aan de Geul und Eijsden-Margraten.

### Stadtgliederung
Die Stadt Maastricht besteht offiziell aus sieben Bezirken (wijken), die in 44 Stadtviertel (buurten) unterteilt sind:
1. Stadtteil Centrum: Binnenstad, Jekerkwartier, Kommelkwartier, Statenkwartier, Boschstraatkwartier, Sint-Maartenspoort, Wyck
2. Südwestlicher Stadtteil: Villapark, Jekerdal, Biesland, Campagne, Wolder, Sint Pieter
3. Westlicher Stadtteil: Brusselsepoort, Mariaberg, Belfort, Pottenberg, Malpertuis, Caberg, Oud-Caberg, Malberg, Dousberg-Hazendans, Daalhof
4. Nordwestlicher Stadtteil: Boschpoort, Bosscherveld, Frontenkwartier, Belvédère, Lanakerveld
5. Östlicher Stadtteil: Wyckerpoort, Heugemerveld, Wittevrouwenveld, Nazareth, Limmel, Scharn, Amby
6. Nordöstlicher Stadtteil: Beatrixhaven, Borgharen, Itteren, Meerssenhoven
7. Südöstlicher Stadtteil: Randwyck, Heugem, Heer, De Heeg, Vroendaal

Zur Gemeinde gehören neben der Stadt Maastricht auch die nördlich davon gelegenen Dörfer Itteren (mit etwa 915 Einwohnern) und Borgharen (etwa 1720 Einwohner). Die Stadtviertel Limmel, Amby, Heer, Heugem, Caberg, Wolder und Sint Pieter waren früher ebenfalls selbstständige Dörfer. Die Ortskerne dieser Dörfer sind zum Teil erhalten geblieben. Die ursprünglichen Einwohner von Itteren, Borgharen, Amby und Heer sprechen einen anderen Dialekt als jene der Maastrichter Innenstadt.

### Klima
Maastricht und Umgebung gehören zur gemäßigten Klimazone und weisen ein ozeanisches Klima auf, das heißt feuchtes Wetter, milde Winter und relativ ausgeglichene Temperaturen.
|                       | Jan  | Feb  | Mär  | Apr  | Mai  | Jun  | Jul  | Aug  | Sep  | Okt  | Nov  | Dez  |   |       |
| Mittl. Tagesmax. (°C) | 4,4  | 5,5  | 8,9  | 12,6 | 17,3 | 20,3 | 21,9 | 21,9 | 18,8 | 14,5 | 8,6  | 5,4  | ⌀ | 13,4  |
| Mittl. Tagesmin. (°C) | −0,6 | −0,5 | 1,6  | 3,8  | 7,6  | 10,7 | 12,4 | 12,3 | 9,9  | 6,8  | 2,8  | 0,4  | ⌀ | 5,6   |
|                       |      |      |      |      |      |      |      |      |      |      |      |      |   |       |
| Niederschlag (mm)     | 58,8 | 53,9 | 61,7 | 52,3 | 63,1 | 74,7 | 69,5 | 66,7 | 56,9 | 59,9 | 72,2 | 71,4 | Σ | 761,1 |
|                       |      |      |      |      |      |      |      |      |      |      |      |      |   |       |
| Sonnenstunden (h/d)   | 1,4  | 2,5  | 3,2  | 4,7  | 6,0  | 5,9  | 5,9  | 5,7  | 4,5  | 3,5  | 1,9  | 1,2  | ⌀ | 3,9   |
|                       |      |      |      |      |      |      |      |      |      |      |      |      |   |       |
| Regentage (d)         | 13   | 10   | 12   | 11   | 11   | 11   | 10   | 10   | 9    | 9    | 12   | 13   | Σ | 131   |
|                       |      |      |      |      |      |      |      |      |      |      |      |      |   |       |
| Luftfeuchtigkeit (%)  | 88   | 84   | 80   | 76   | 75   | 76   | 76   | 77   | 81   | 84   | 87   | 89   | ⌀ | 81,1  |

| −0,6 |

| −0,5 |

| 1,6 |

| 3,8 |

| 7,6 |

| 10,7 |

| 12,4 |

| 12,3 |

| 9,9 |

| 6,8 |

| 2,8 |

| 0,4 |

| −0,6 |

| −0,5 |

| 1,6 |

| 3,8 |

| 7,6 |

| 10,7 |

| 12,4 |

| 12,3 |

| 9,9 |

| 6,8 |

| 2,8 |

| 0,4 |

## Verkehr

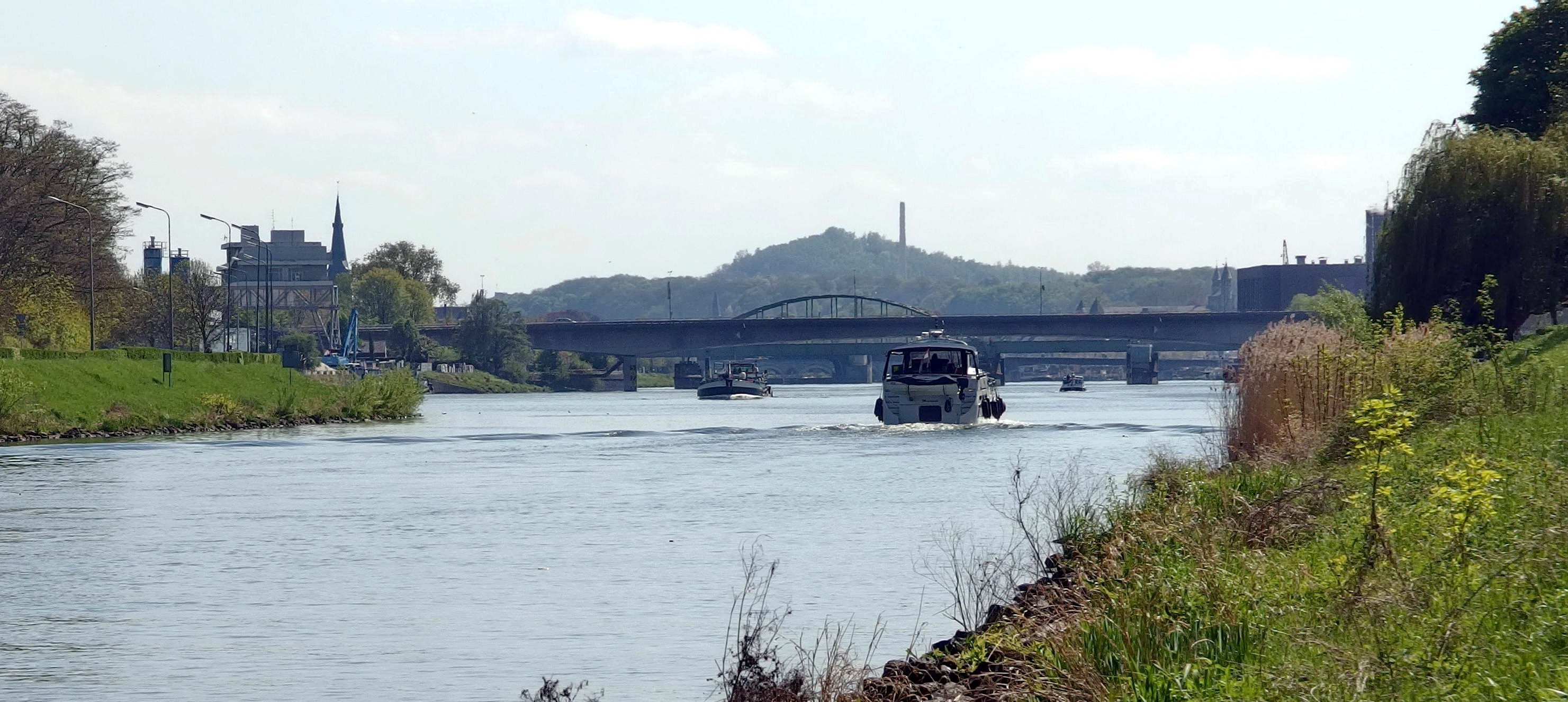
Schifffahrt auf dem Julianakanal

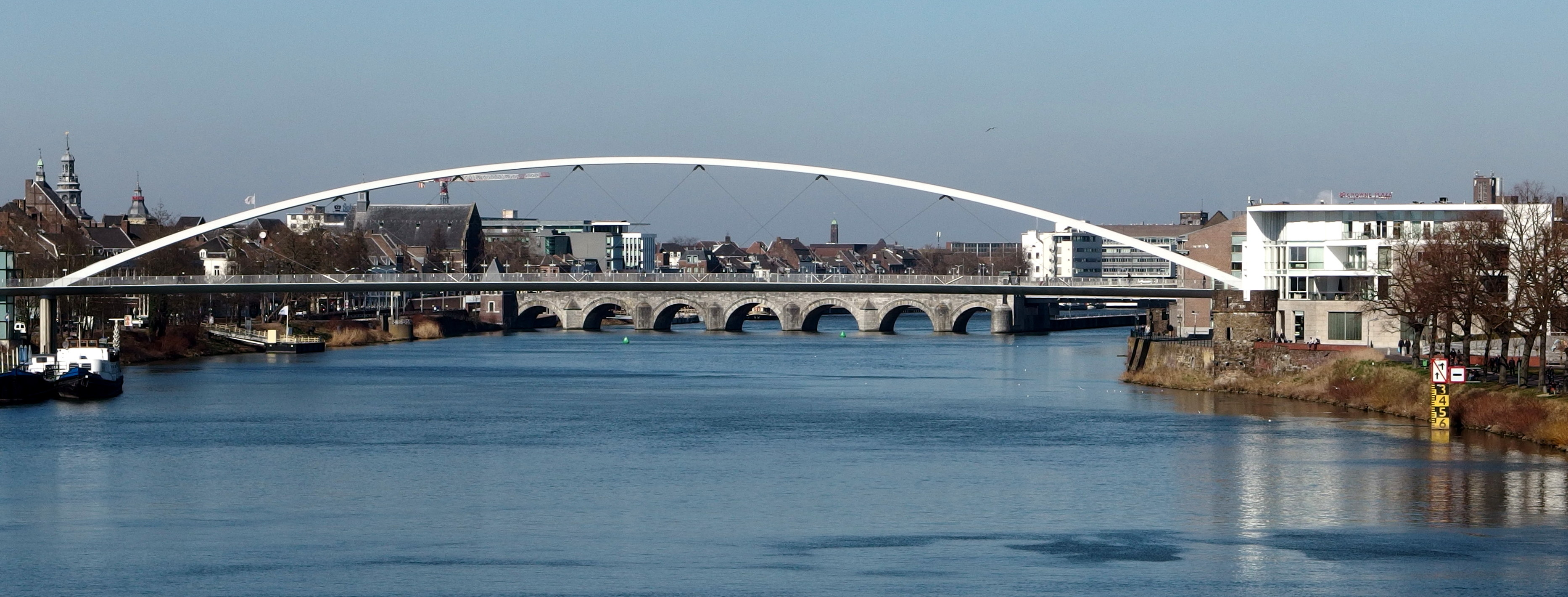
Jüngste und älteste der sechs Maasbrücken in Maastricht

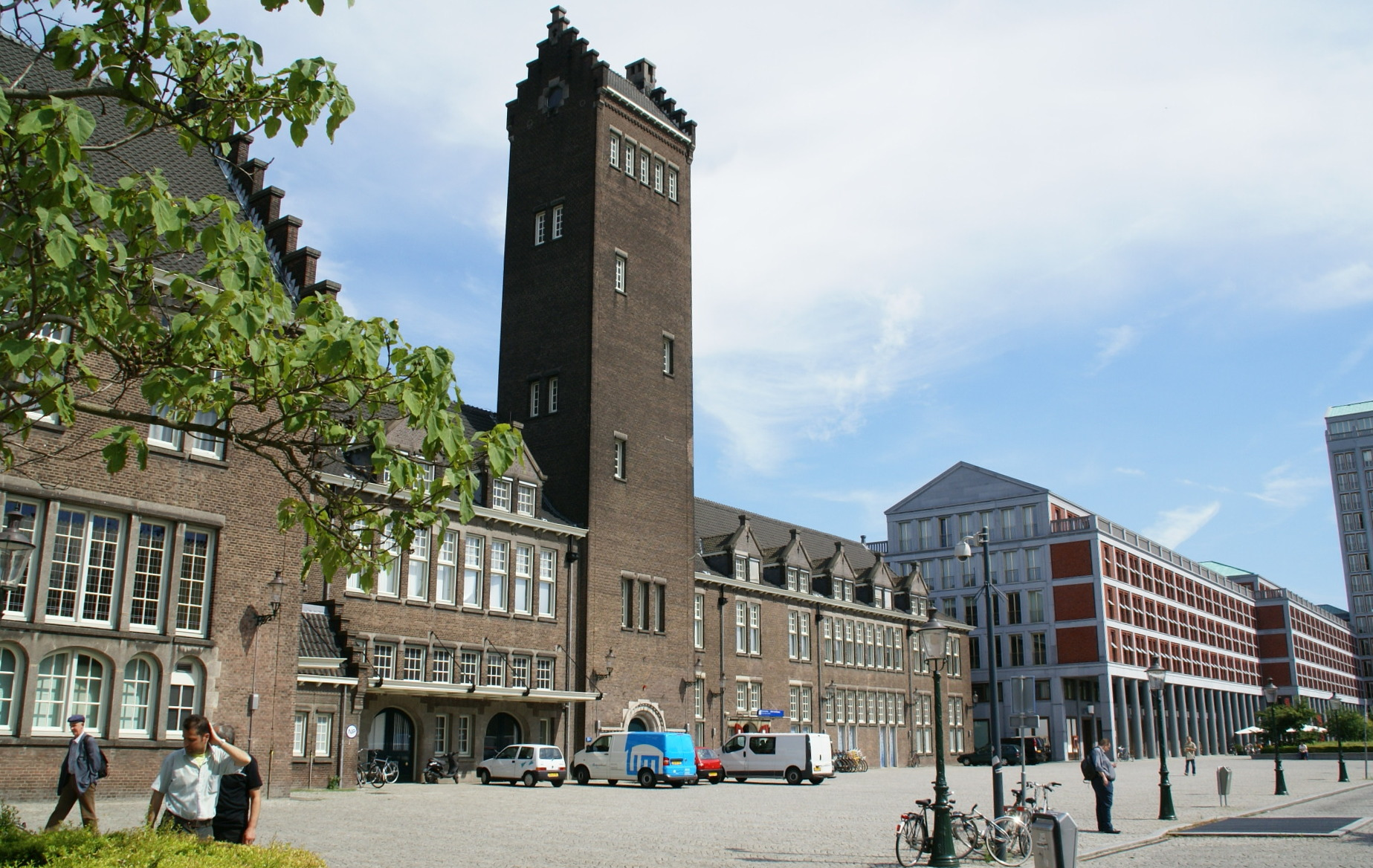
Hauptbahnhof und Bürogebäude von Hans Kollhoff

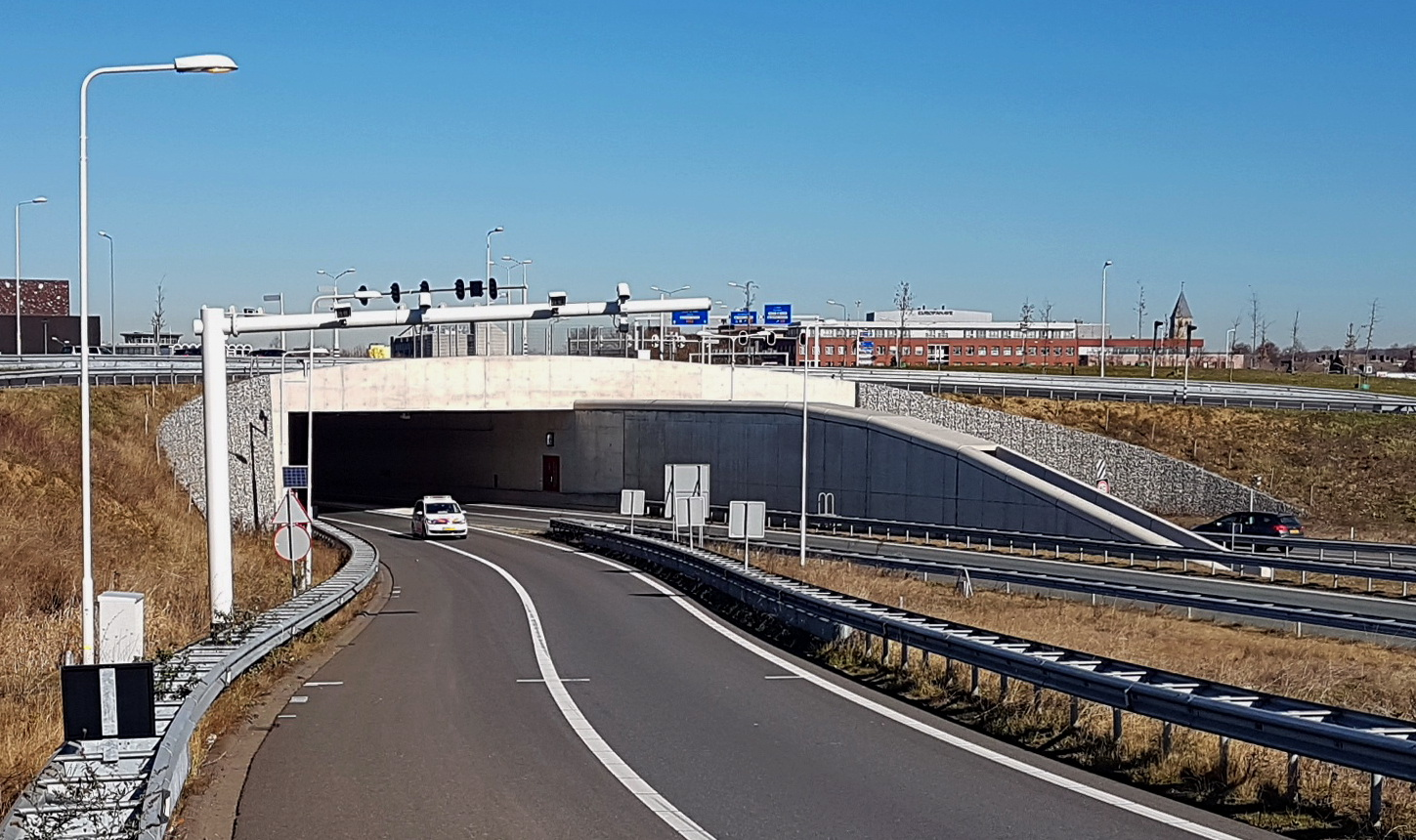
König-Willem-Alexander-Tunnel

### Schifffahrt

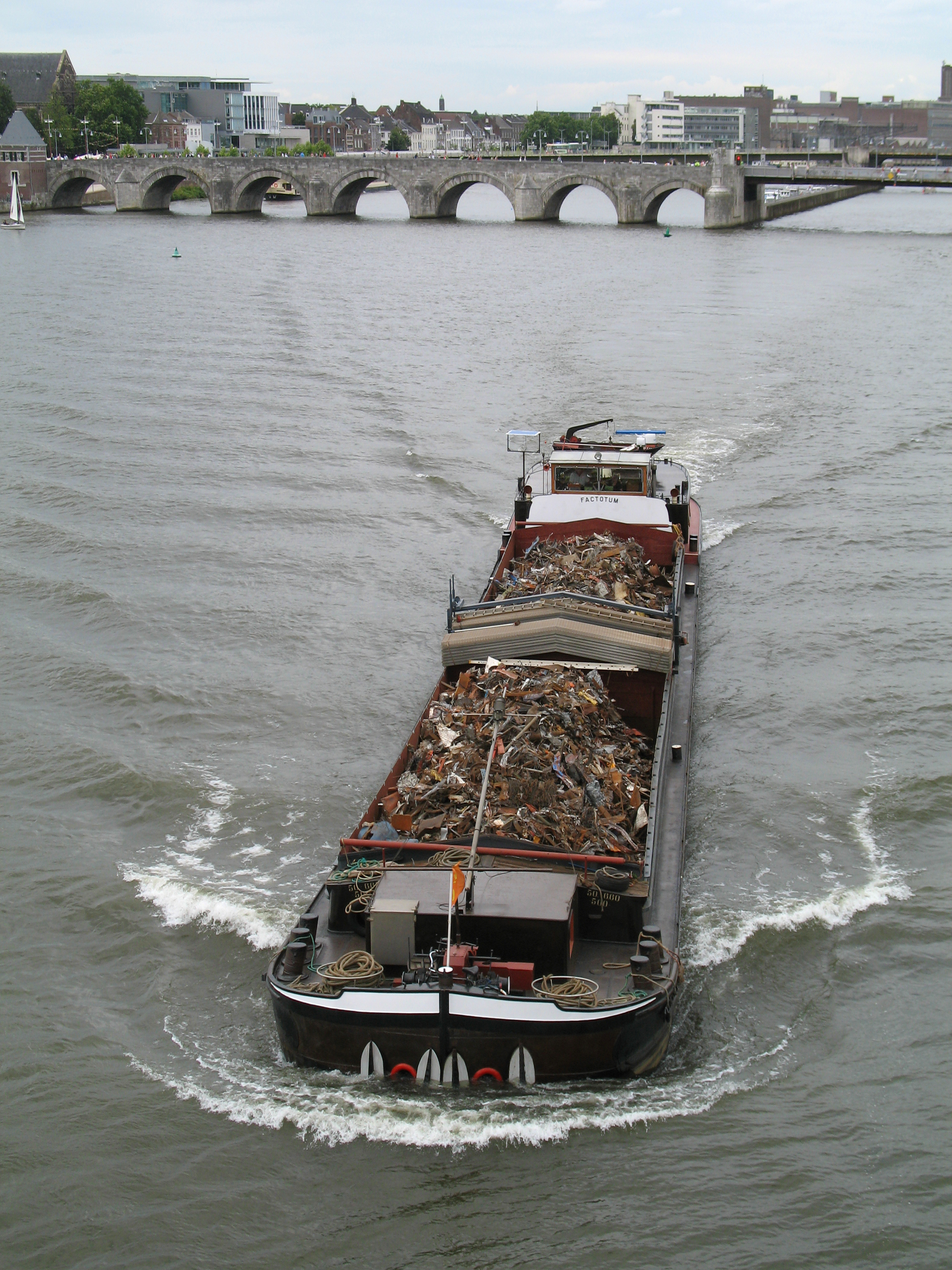

Die Maas ist ein bedeutender Fluss für Massengutfrachter. Südlich von Maastricht ist sie über den Kanal und den Schleusen von Lanaye (Ternaaien) mit dem Albert-Kanal verbunden. Nördlich der Stadt beginnt der Julianakanal, der parallel zur dort nicht schiffbaren Maas verläuft. Zur Wasserhaltung im Julianakanal und zur Regulierung der Maas dient die Staustufe bei Borgharen. Der Industriehafen von Maastricht ist der Beatrixhafen, der am Julianakanal liegt. Die Zuid-Willemsvaart ist hier über die Schleuse Bosscherveld mit der Maas verbunden, hat aber heutzutage kaum noch Bedeutung für die Berufsschifffahrt. Am Maaskai in der Innenstadt liegen diverse Ausflugsschiffe.
Der historische Hafen von Maastricht wurde zu einem Jachthafen (Bassin) umgebaut, der über die Zuid-Willemsvaart bzw. über eine Schleuse zur Maas erreicht werden kann. Weitere ehemalige Hafenbecken sind mit Wohnbooten belegt oder nicht mehr in Gebrauch. Eine weitere Schleuse verbindet diese ehemaligen Hafenteile am Kanal Zuid-Willemsvaart mit der Maas. Ein Teil der ehemaligen St.-Pieter-Schleuse wird als Jachthafen genutzt. Dort sind die ehemaligen Liegeplätze der Berufsschifffahrt weitgehend versandet und untief. Weitere Jachthäfen finden sich sowohl im Stadtbereich als auch auf den umliegenden Plassen.

### Eisenbahn- und Busverkehr
Der Bahnhof Maastricht (Station Maastricht) ist durch Eisenbahnverbindungen mit Eindhoven und Venlo über Sittard und Roermond sowie mit Lüttich (Bahnstrecke Lüttich–Maastricht) verbunden; über Heerlen auch mit Aachen (→ Liège-Maastricht-Aachen-Express). Außerdem verkehrt zwischen dem Hauptbahnhof Maastricht und Aachen Hauptbahnhof eine Buslinie. Östlich des Maastrichter Hauptbahnhofs befindet sich der Fernbusbahnhof. Im südlichen Stadtteil Randwyck liegt die Station Maastricht Randwyck; im Norden liegt die Station Maastricht Noord.

### Stadtbahnverkehr
Am 18. Dezember 2012 beschloss der Stadtrat, dass das länderübergreifende Projekt Tramverbinding Vlaanderen–Maastricht umgesetzt werden soll. Dabei handelte es sich um eine Verbindung der Zentren von Hasselt in Belgien und Maastricht. Zwischen den Städten sollte sie Aufgaben wie die Euregiobahn in Aachen übernehmen, innerhalb der Orte sollte sie bis ins Stadtzentrum führen. Der größte Teil der Strecke befindet sich auf belgischem Gebiet. Dieser Teil gehört zum 300 Millionen Euro kostenden Spartacus-Plan, der Verbesserungen im Regionalverkehr in Belgisch-Limburg bringen soll.
Für die Stadt waren zwei Stationen (im neu entstehenden Sphinxquartier und an der heutigen Bushaltestelle Mosae Forum) geplant. Auf belgischer Seite waren insgesamt neun Stationen geplant. Ein Planfeststellungsverfahren ist erfolgt, die Vorbereitungen liefen. Die Ausführung der Arbeiten sollte rund drei Jahre in Anspruch nehmen. Nach den Planungen sollte 2020 mit den Bauleistungen begonnen werden, mit dem Ziel, dass die ersten Stadtbahnwagen 2023 durch Maastricht und Hasselt rollen sollten.
Im Mai 2022 beschloss die flämische Regierung, statt einer Stadtbahnverbindung eine Bustrasse zu errichten. Von niederländischer Seite wurden Forderungen nach Kostenersatz für den Planungsaufwand laut.

### Straßenverkehr
Die östlich der Maas verlaufende Autobahn A 2 verbindet Maastricht mit Amsterdam und Lüttich, die A 79 mit Heerlen und weiter über die A 76 / A 4 (D) mit Aachen.
Ein Teil der A2-Strecke östlich der Altstadt war bis Ende 2016 über eine Strecke von etwa 1½ km noch keine Autobahn (N 2). Diese Strecke wurde durch den König-Willem-Alexander-Tunnel kreuzungsfrei ausgebaut, was eine Erleichterung der täglichen Verkehrsprobleme herbeiführen sollte.

### Flugverkehr
Etwa zehn Kilometer nördlich des Stadtzentrums befindet sich der internationale, jedoch kleine Flughafen Maastricht Aachen Airport. Dort befindet sich auch das Maastricht Upper Area Control Centre (Maastricht UAC) der Eurocontrol, von wo die oberen Flugkorridore Nordwestdeutschlands, der Benelux-Länder und Nordfrankreichs überwacht werden.

## Politik

### Kollegium von Bürgermeister und Beigeordneten
Für die Legislaturperiode 2018–2022 haben sich die Parteien CDA, D66, GroenLinks, Senioren Partij Maastricht, SP und VVD zu einer Koalition vereinigt. Die Koalitionsparteien offerieren dem Kollegium jeweils einen Beigeordneten. Diese wurden während einer Ratssitzung am 18. Juni 2018 berufen. Folgende Personen gehören zum Kollegium und sind für bestimmte Bereiche zuständig:
| Funktion         | Name                     | Partei | Partei                     | Ressort | Anmerkung                                |
| ---------------- | ------------------------ | ------ | -------------------------- | --- | ---------------------------------------- |
| Bürgermeister    | Wim Hillenaar            |        | CDA                        | allgemeine und verwaltungstechnische Sachen, worunter Verwaltungskraft, Integrität, Kabinettsangelegenheiten und Lobby; europäische Sachen; (grenzüberschreitende) Zusammenarbeit; Internationalisierung; Partnerstadt Chengdu; integrale Sicherheit und öffentliche Ordnung, „veiligheidshuis“ (deutsch Sicherheitshaus); Überwachung und Vollzug; Kommunikation; Positionierung Maastrichts; Genehmigungen an die Bürgermeisterin vorbehalten; Koordination von Flüchtlingen(-betreuung) | seit dem 1. Juli 2023 im Amt             |
| Beigeordnete     | Vivianne Heijnen         |        | CDA                        | Wirtschaft und Arbeitsmarkt; (EU)Regionalisierung; Wohnen; Wohlstand; Lizenzierung; gesellschaftliche Innovation (Bürgerpartizipation, Aktivierung der Stadtviertel); Smart City | erste stellvertretende Bürgermeisterin   |
| Beigeordnete     | Jim Janssen              |        | Senioren Partij Maastricht | Personal und Organisation; Informationspolitik und -gesellschaft, worunter Informationstechnik, Daten-Steuerung und -schutz; öffentliche Dienstleistung; Einkaufs- und Ausschreibungspolitik; Partizipation (soziale Angelegenheiten, Partizipations- und Armutspolitik, Podium24); Altenpolitik; Kultur; kulturelles Erbgut (ausgenommen Denkmäler) | zweiter stellvertretender Bürgermeister  |
| Beigeordnete     | Gert-Jan Krabbendam      |        | GroenLinks                 | Nachhaltigkeit, worunter Umwelt, Klima und Energie; räumliche Entwicklung (Stadtentwicklung, Landschaft, Natur, Wasser, Denkmäler, Archäologie); Mobilität; Tierwohl | dritter stellvertretender Bürgermeister  |
| Beigeordnete     | Bert Jongen              |        | D66                        | Bildung; Programm Studentenstadt; Jugendhilfe; Sport und Erholung | vierter stellvertretender Bürgermeister  |
| Beigeordnete     | John Aarts               |        | VVD                        | Finanzen; Immobilien; Gastfreundschaft (worunter Gaststättenbetrieb, Fremdenverkehrsverein VVV, Stadtzentrumsmanagement, Sahot, Veranstaltungen); Kirmessen und Märkte; Stadtverwaltung (inklusive Abfallpolitik) | fünfter stellvertretender Bürgermeister  |
| Beigeordnete     | Mara de Graaf-van Haasen |        | SP                         | Sozialhilfegesetz; Wohl; Gesundheit; Einbürgerung; Integration und Fürsorge für Flüchtlinge; Vielfalt; Partnerstadt El Rama | sechste stellvertretende Bürgermeisterin |
| Gemeindesekretär | Piet Buijtels            |        | —                          | — | seit Juni 2011 im Amt                    |

### Sitzverteilung im Gemeinderat
- SPM: 5
- GL: 4
- D66: 4
- CDA: 4
- PvdA: 4
- PVM: 3
- VVD: 3
- PvdD: 2
- Volt: 2
- SP: 2
- PVV: 1
- 50PLUS: 1
- SAB: 1
- M:OED: 1
- LPM: 1
- FvD: 1

Nach der Wahl wurde eine Koalition aus SPM, D66, CDA, PvdA, PVM und VVD gebildet, die 23 der 39 Sitze auf sich vereinigen können. 

 
Der Gemeinderat wird seit 1982 folgendermaßen gebildet:
| Partei                                | Sitze a | Sitze a | Sitze a | Sitze a | Sitze a | Sitze a | Sitze a | Sitze a | Sitze a | Sitze a | Sitze a |
| Partei                                | 1982    | 1986    | 1990    | 1994    | 1998    | 2002    | 2006    | 2010    | 2014    | 2018    | 2022    |
| ------------------------------------- | ------- | ------- | ------- | ------- | ------- | ------- | ------- | ------- | ------- | ------- | ------- |
| Seniorenpartij Maastricht b c         | 2       | 1       | 2       | 5       | 4       | 3       | 3       | 5       | 6       | 5       | 5       |
| GroenLinks d                          | –       | –       | 2       | 3       | 3       | 5       | 5       | 4       | 4       | 5       | 4       |
| D66                                   | 1       | 1       | 4       | 6       | 3       | 2       | 2       | 4       | 5       | 5       | 4       |
| CDA                                   | 17      | 14      | 15      | 11      | 12      | 11      | 7       | 7       | 5       | 5       | 4       |
| PvdA                                  | 11      | 18      | 13      | 9       | 10      | 8       | 13      | 7       | 5       | 3       | 4       |
| Partij Veilig Maastricht e            | –       | –       | –       | –       | –       | –       | –       | –       | 3       | 3       | 3       |
| VVD                                   | 5       | 4       | 3       | 4       | 5       | 5       | 4       | 4       | 3       | 3       | 3       |
| PvdD                                  | –       | –       | –       | –       | –       | –       | –       | –       | –       | –       | 2       |
| Volt                                  | –       | –       | –       | –       | –       | –       | –       | –       | –       | –       | 2       |
| SP                                    | –       | 0       | 0       | 0       | 2       | 2       | 3       | 2       | 5       | 3       | 2       |
| PVV                                   | –       | –       | –       | –       | –       | –       | –       | –       | –       | 2       | 1       |
| 50PLUS                                | –       | –       | –       | –       | –       | –       | –       | –       | –       | 1       | 1       |
| Sociaal Actieve Burgerpartij          | –       | –       | –       | –       | –       | –       | –       | –       | –       | 1       | 1       |
| Maastricht: Open Eerlijk Democratisch | –       | –       | –       | –       | –       | –       | –       | –       | –       | 2       | 1       |
| Liberale Partij Maastricht            | –       | –       | –       | –       | –       | –       | –       | 1       | 1       | 1       | 1       |
| FvD                                   | –       | –       | –       | –       | –       | –       | –       | –       | –       | –       | 1       |
| Maastrichtse Volkspartij f            | –       | –       | –       | –       | –       | –       | –       | 1       | 1       | 0       | –       |
| Stadsbelangen Mestreech c             | –       | –       | –       | –       | –       | 3       | 2       | 2       | 1       | –       | –       |
| TROTS e                               | –       | –       | –       | –       | –       | –       | –       | 2       | –       | –       | –       |
| Centrum Democraten                    | –       | –       | –       | 1       | 0       | –       | –       | –       | –       | –       | –       |
| Zalm d                                | –       | 1       | –       | –       | –       | –       | –       | –       | –       | –       | –       |
| Stadsbelangen                         | 1       | 0       | –       | –       | –       | –       | –       | –       | –       | –       | –       |
| PSP                                   | 1       | 0       | –       | –       | –       | –       | –       | –       | –       | –       | –       |
| PPR                                   | 1       | –       | –       | –       | –       | –       | –       | –       | –       | –       | –       |
| Gesamt                                | 39      | 39      | 39      | 39      | 39      | 39      | 39      | 39      | 39      | 39      | 39      |

Anmerkungen

## Wirtschaft

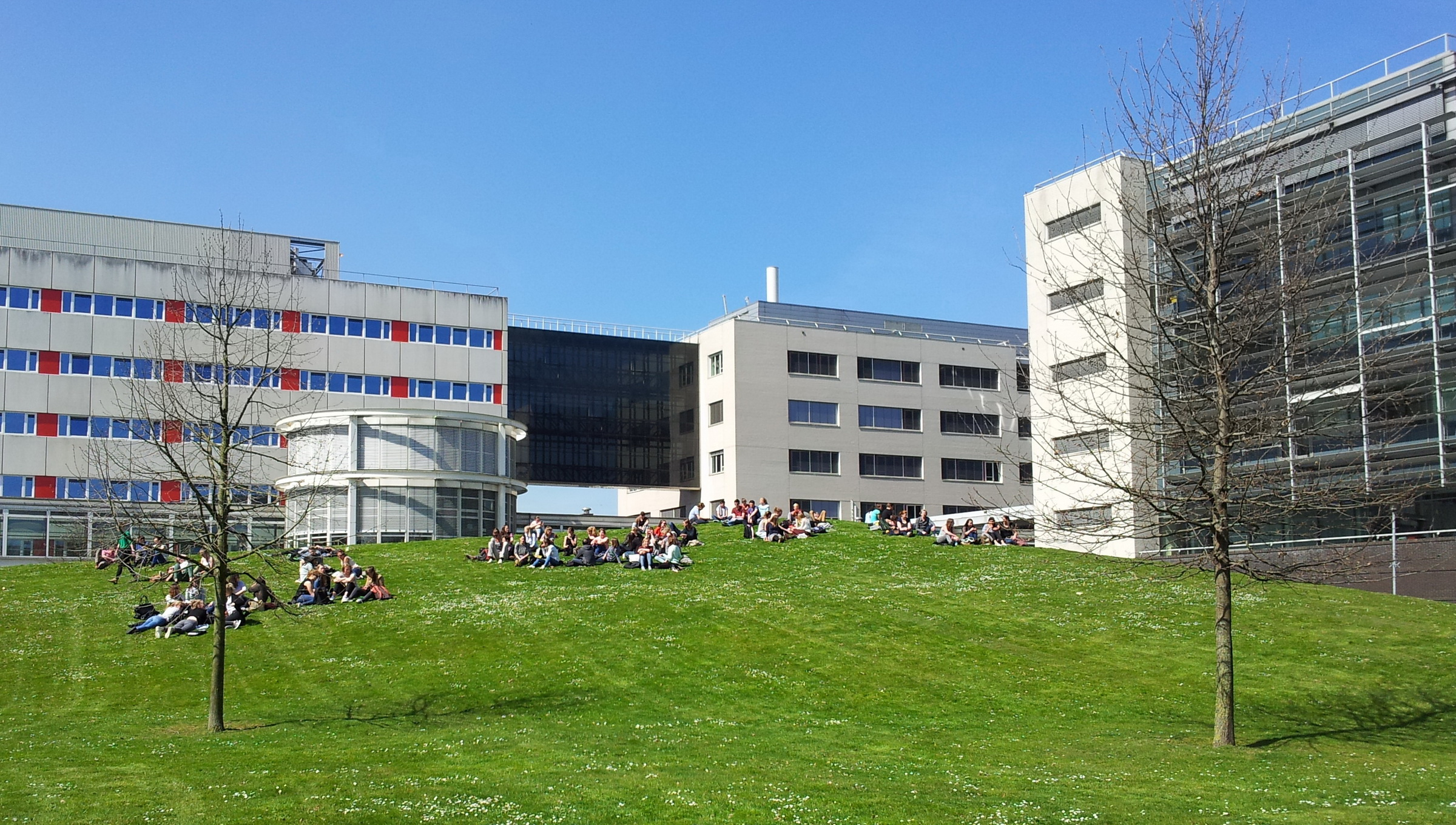
Randwyck-Campus der Universität

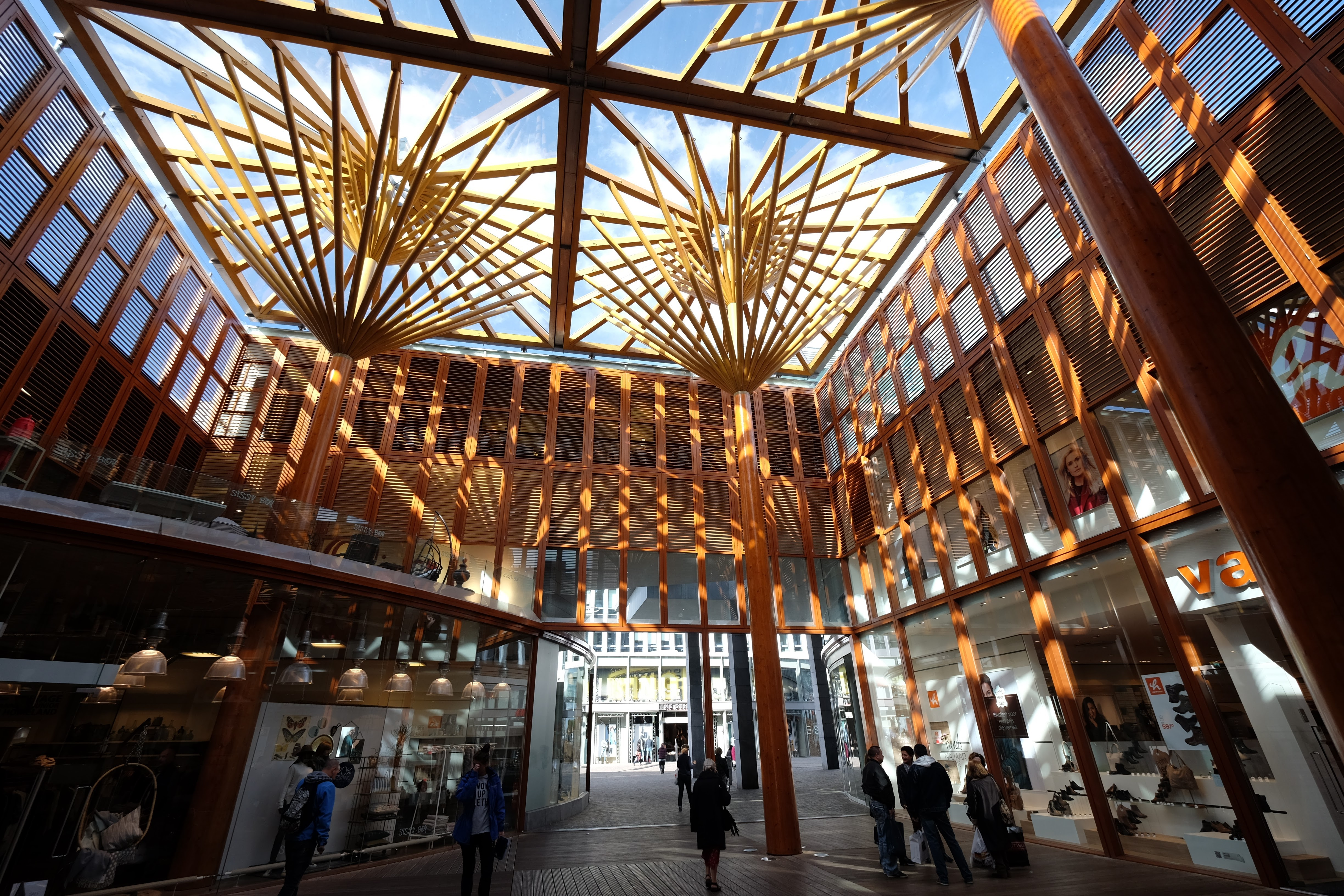
Shoppingcenter Mosae Forum

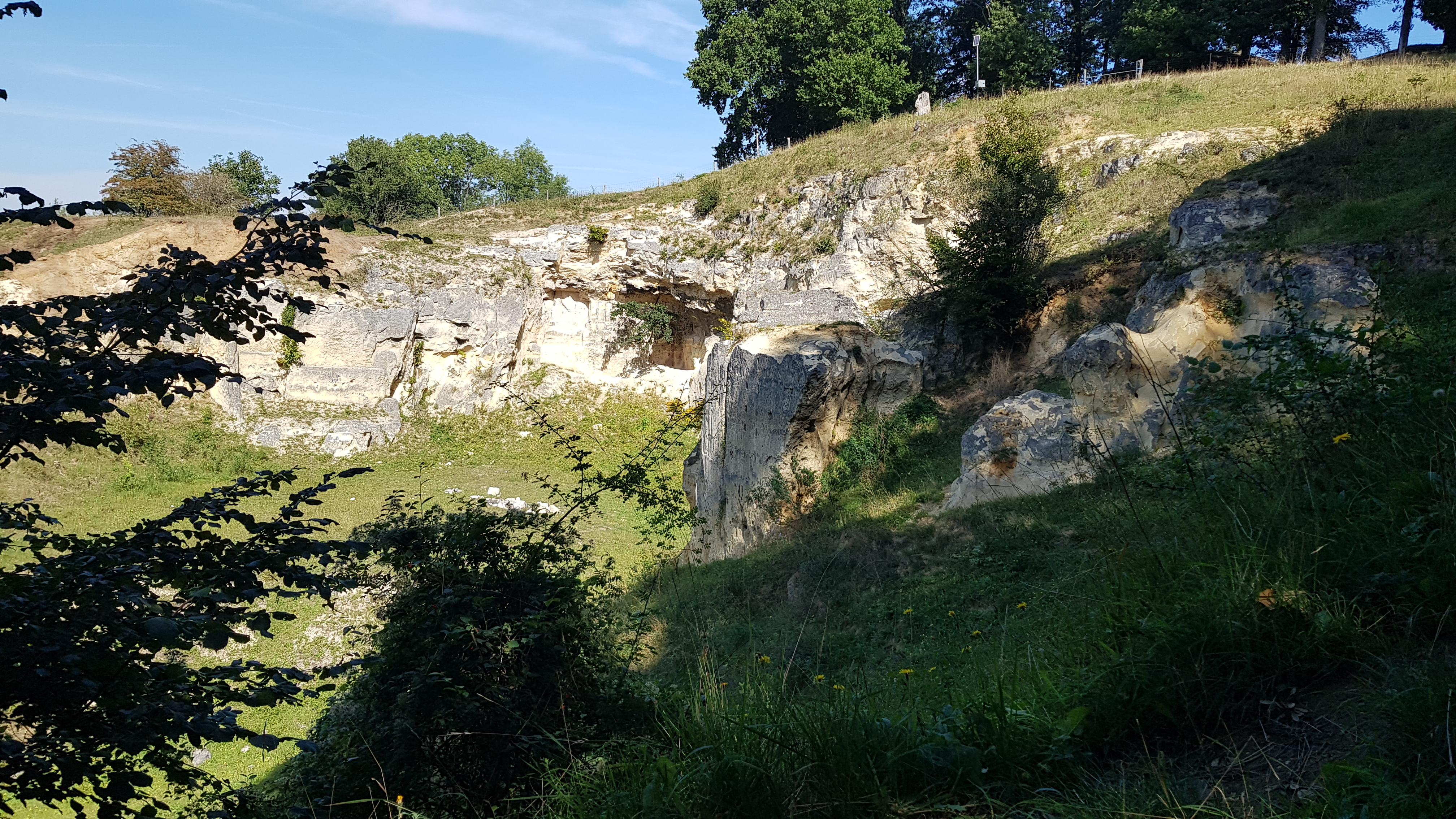
De Thombe – Steinbruch in Maastricht-Groeve

Maastricht ist ein Verwaltungs- und Versorgungszentrum von überregionaler Bedeutung. Die Stadt ist Sitz der Provinzialregierung von Limburg und Sitz eines Landgerichts (rechtbank). Außerdem hat die Stadt eine Universität und mehrere Hochschulen (u. a. zwei Kunsthochschulen, eine Architekturhochschule, eine Theaterhochschule, das Konservatorium Maastricht, eine Fachhochschule für Hotelmanagement und eine Dolmetscher-Schule). Die Universität Maastricht (oder Maastricht University) hat aufgrund ihres hohen Anteils ausländischer Studenten internationale Bedeutung. Besonders hoch ist der Anteil deutscher Studenten mit etwa 30 %. Die Universität hat zwei Standorte: die Medizinische und Psychologische Fakultät und das Universitätskrankenhaus sind in neuen Gebäuden im Stadtteil Randwyck untergebracht; die meisten anderen Fakultäten in ehemaligen Klöstern und anderen Gebäuden in der Stadtmitte.
Der Parkraumbewirtschafter Q-Park hat seinen Hauptsitz in Maastricht. Vodafone NL hat in der Stadt ein bedeutendes Verwaltungsgebäude. Weiter gibt es einige größere Call-Center, u. a. das Mercedes-Benz Customer Assistance Center mit über 1000 Mitarbeitern 2017.
Der Tourismus ist ein wichtiger Zweig der Maastrichter Wirtschaft. Die Stadt bietet viele Sehenswürdigkeiten, Einkaufsmöglichkeiten, Restaurants und Kneipen. Auch ist die Stadt Austragungsort vieler Konferenzen, Tagungen und Veranstaltungen, so dass es dementsprechend viele Hotels in Maastricht gibt. Nahe dem Universitätscampus Randwyck steht das große Messe- und Konferenzzentrum Maastrichts Expositie en Congres Centrum (MECC).
Immer weniger Bedeutung hat die traditionelle Industrie in Maastricht. 2009 endete nach 175 Jahren die Keramikherstellung bei der Koninklijke Sphinx, bis 1899 Petrus Regout & Co. Im Jahr 2020 schloss die südlich von Maastricht an der Maas stehende größte Zementfabrik der Niederlande, die ENCI (Tochter der HeidelbergCement AG), deren Rohstoff der Mergelstein aus dem Sint Pietersberg war. Größere Fabriken in der Stadt sind noch Thomas Regout International (Autoteile, Metallteile für Büromöbel), Sappi (Papier), Mosa (Wand- und Bodenfliesen), O-I Manufacturing (Verpackungsglas) und Mora (Snacks).

## Geschichte

### Kelten und Römer
Maastricht und Nijmegen gelten als die ältesten Städte der Niederlande. Bereits etwa 500 v. Chr. gab es im heutigen Stadtgebiet von Maastricht eine keltische Ansiedlung an einer Furt über die Maas.

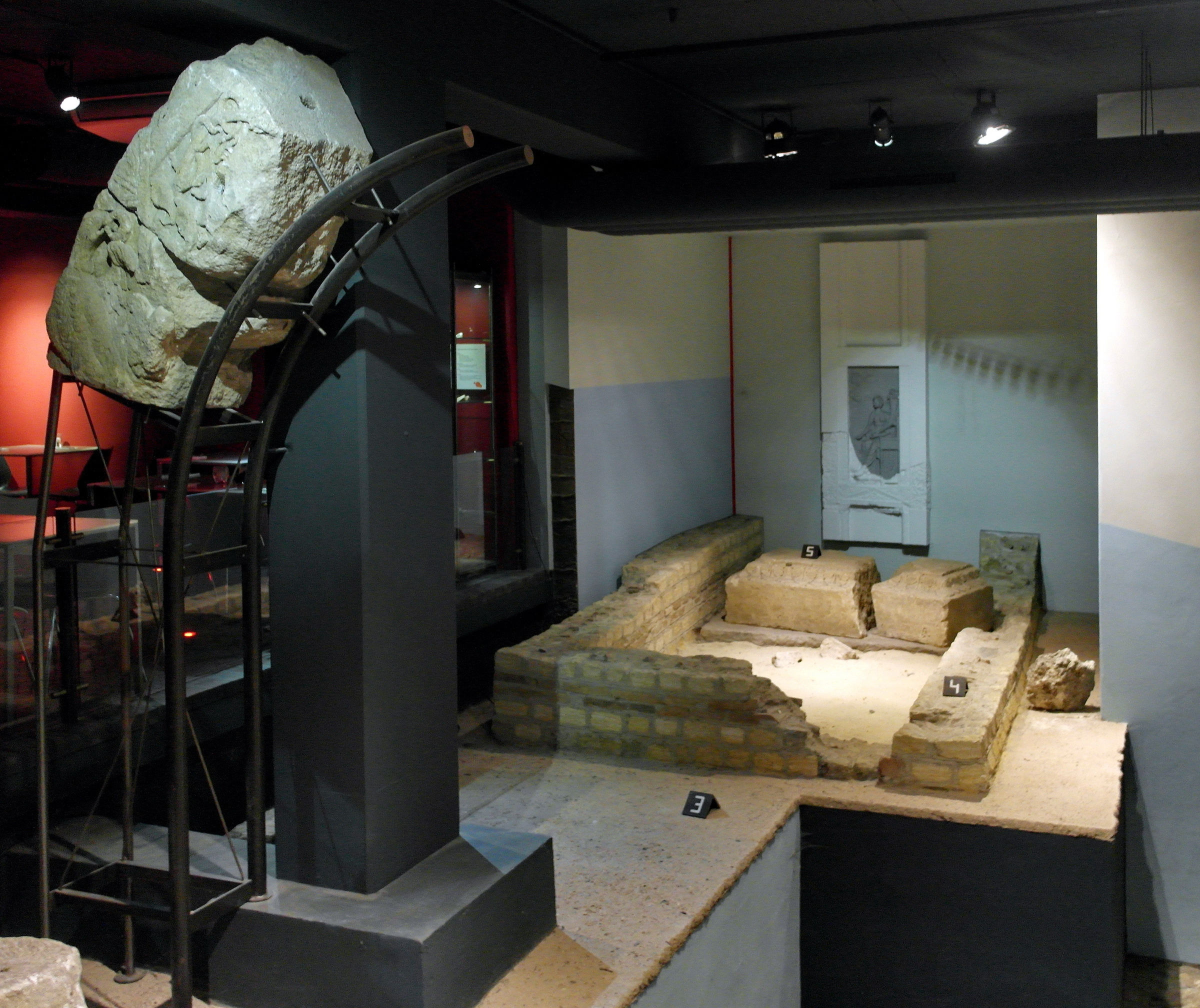
Überreste eines römischen Heiligtums im Museumskeller Derlon

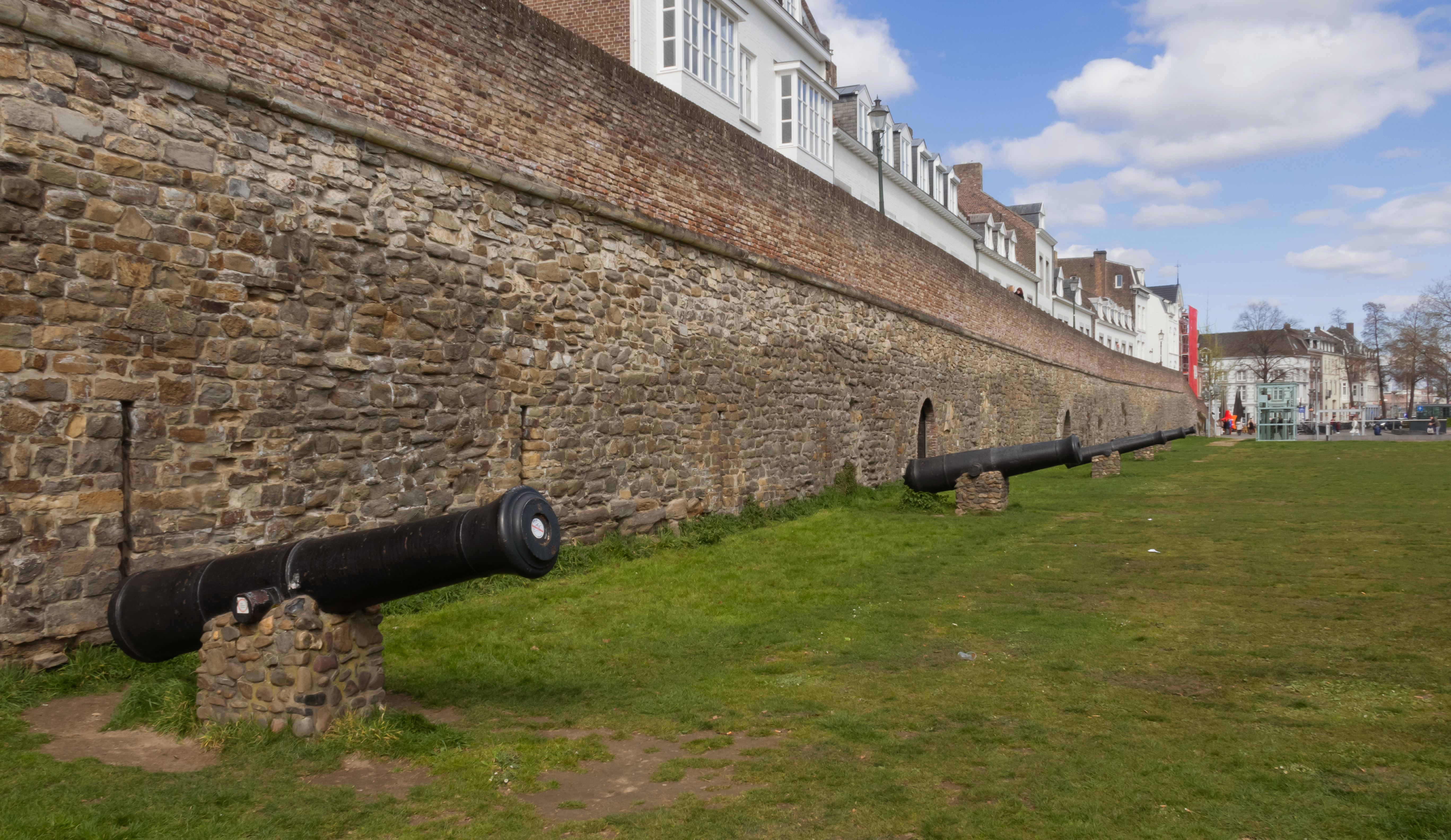
Kanonen an der früheren Stadtmauer

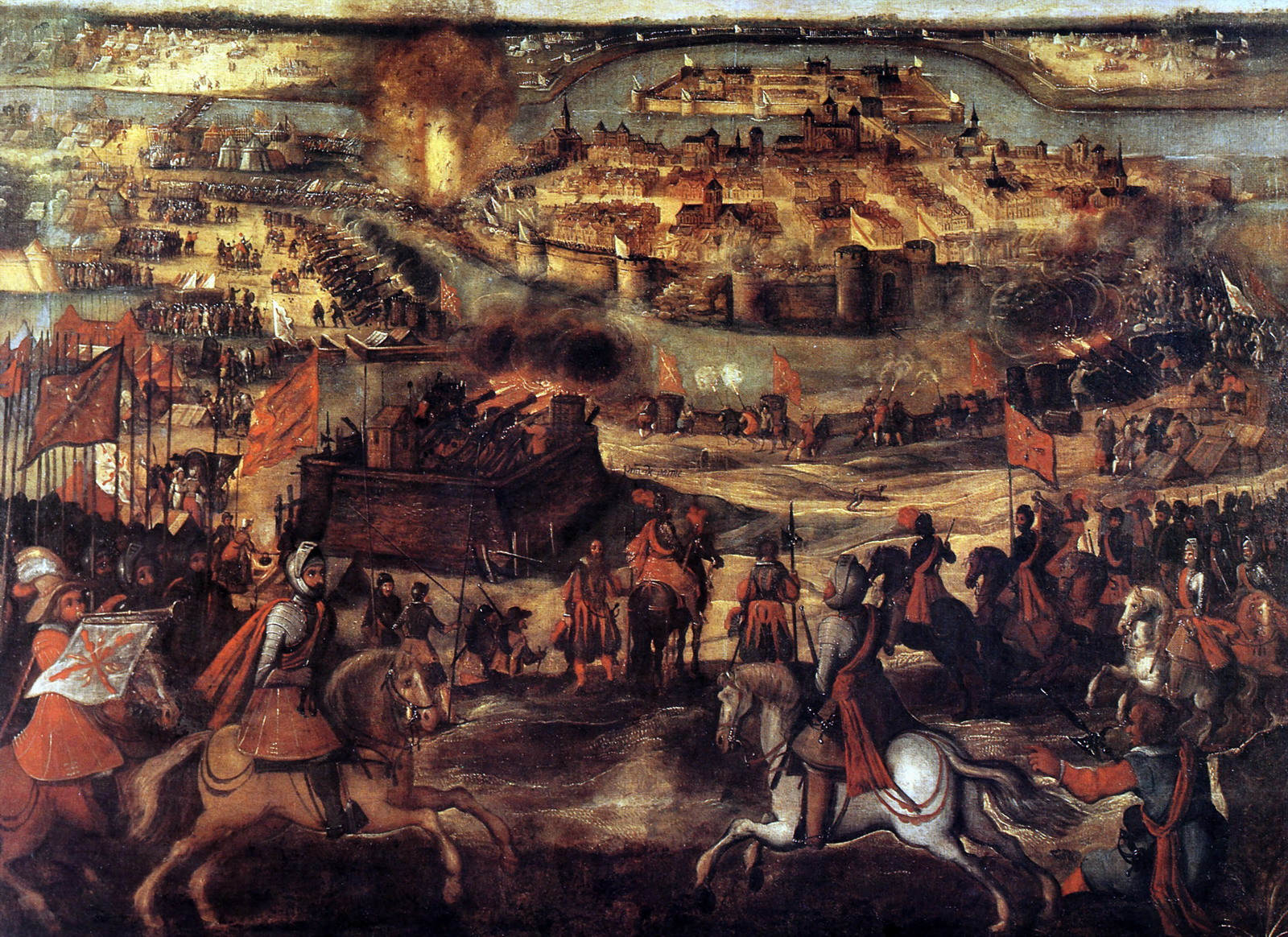
1579: Maastricht belagert von der spanischen Armee

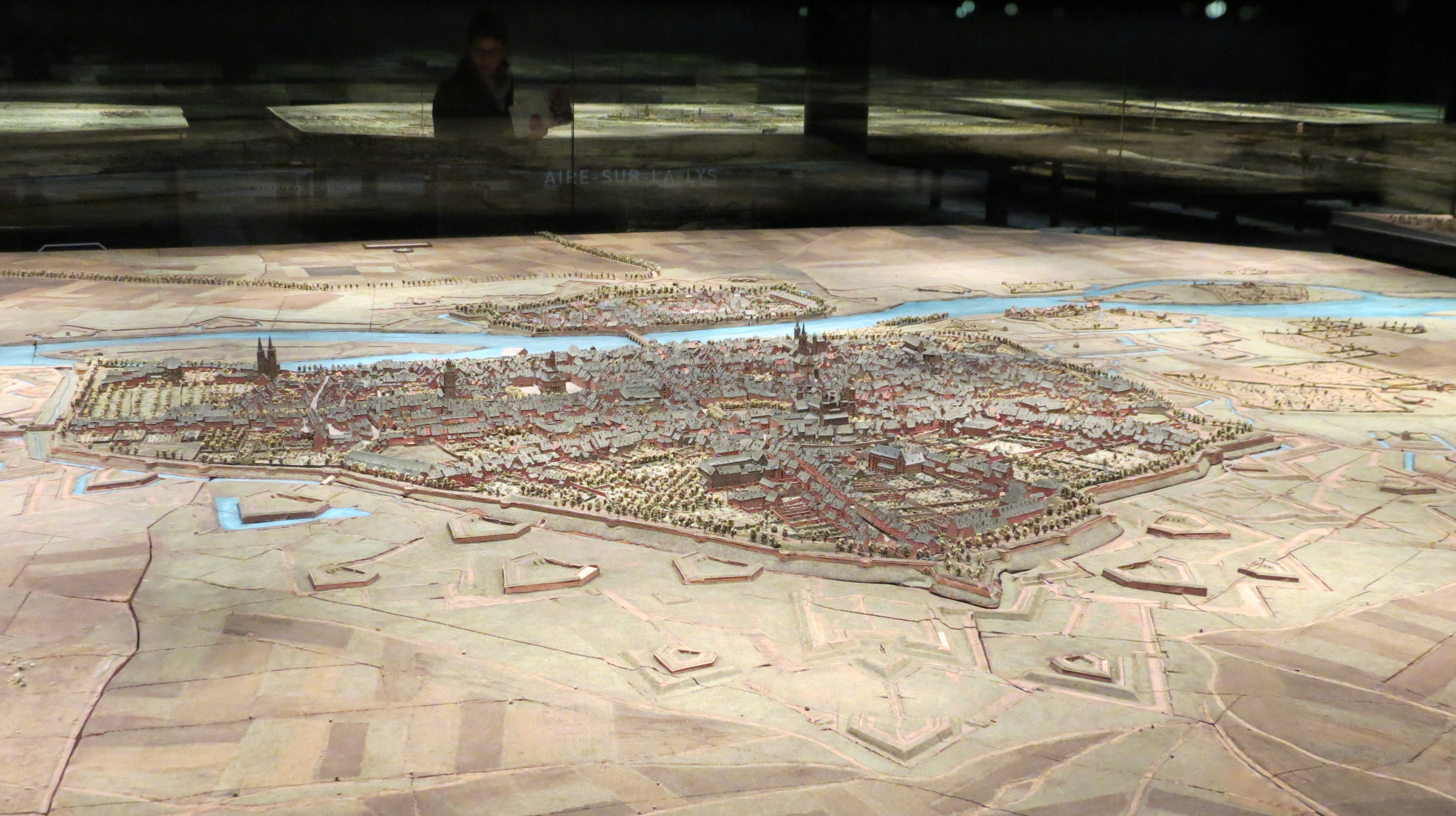
Modell der Stadt und Festung Maastricht, jetzt im Palais des Beaux-Arts in Lille

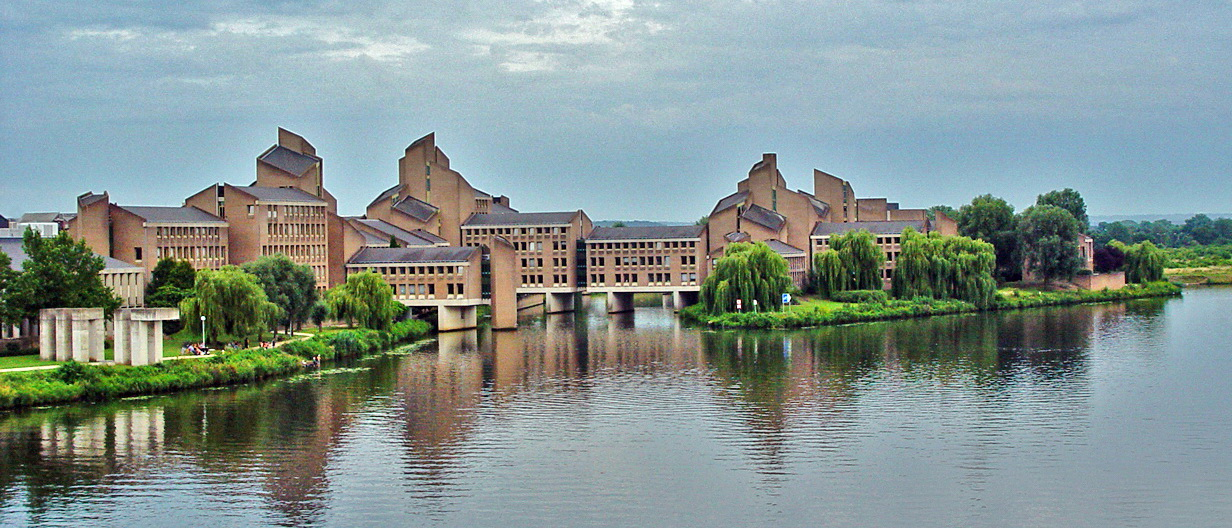
Das Gouvernement an der Maas: 1992 wurde hier der Vertrag von Maastricht unterzeichnet

In der Herrschaftszeit des Kaisers Augustus wurde eine Brücke errichtet, über welche die Via Belgica verlief. Sie bildete den Kern einer römischen Siedlung. Um 270 n. Chr. wurde die Siedlung zerstört und nur teilweise wieder aufgebaut. Um 333 n. Chr. wurde der Ort um ein Kastell erweitert. Im 20. Jahrhundert wurden Überreste der Römerbrücke, des Kastells, von Thermen und eines Heiligtums ausgegraben.

### Christianisierung und Mittelalter
Überfälle durch germanische Stämme bewegten wahrscheinlich den Bischof von Tongern, Servatius, seinen Bischofssitz nach Maastricht zu verlegen. Die Stadt wurde zum christlichen Zentrum der Gegend und Servatius zum Schutzpatron der bis heute überwiegend von Katholiken bewohnten Stadt. Maastricht verlor die Diözese im 8. Jahrhundert an die nahe gelegene Stadt Lüttich, blieb aber bis zum 16. Jahrhundert Wallfahrtsort (→ Heiligtumsfahrt Maastricht).
Maastricht entwickelte sich im Mittelalter zu einer Stadt unter einer Doppelherrschaft des Bischofs von Lüttich und des Herzogs von Brabant, der die Stadt 1202 zum Lehen bekam. Kurz danach verwüstete der Bischof die aus Erdmauern und Gräben bestehende Stadtumwallung. Ab 1229 wurde die erste steinerne Stadtmauer errichtet, nachdem Herzog Heinrich I. von Brabant („der Mutige“) zugestimmt hatte. Stadtrecht hat Maastricht wahrscheinlich nie bekommen, sondern es wurde seit dem frühen Mittelalter allmählich aufgebaut.
1267 wurde Maastricht auf dem Höhepunkt der brabantischen Krise belagert und dann besetzt. Der Lütticher Bischof Heinrich versuchte so, den brabantischen Drang nach Osten einzudämmen und die wirtschaftlich starke Stadt am Handelsweg zwischen Flandern und dem Rhein unter seiner Kontrolle zu halten. Der Bischof zog sich 1269 nach einem Kompromiss mit dem jungen brabantischen Herzog militärisch wieder aus der Stadt zurück. Faktisch wurde der alte Rechtszustand wiederhergestellt. Die Rechte beider wurden in 1283 in der Alde Caerte festgelegt. Weitere Belagerungen durch die Lütticher fanden 1303, 1334 und 1407/1408 statt.
Die 160 Meter lange Sankt-Servatius-Brücke (Sint Servaasbrug, benannt nach dem Schutzpatron der Stadt) wurde 1280 fertiggestellt, nachdem die alte Römerbrücke während einer Prozession eingestürzt war. Sie war damals die nördlichste Maasbrücke und verband Maastricht mit dem rechtsseitigen Stadtteil Wyck. Diese mittelalterliche Brücke ist im Kern immer noch vorhanden, wurde allerdings 1932 verbreitert und im Zweiten Weltkrieg stark beschädigt. Weitere Stadterweiterungen, verbunden mit dem Bau neuer Tore und Stadtmauersegmente, erfolgten um 1350 und um 1516 noch einmal im Süden.

### Frühe Neuzeit – Spanier und Franzosen in der Stadt
Am Anfang des Achtzigjährigen Krieges wurde die Stadt 1579 von spanischen Truppen des Herzogs von Parma belagert und weitgehend zerstört. In den nächsten Jahren wurde die Stadt, mit Hilfe der Jesuiten, rekatholisiert. Ab 1632 wurde die Rolle der brabantischen Herzöge in der Doppelherrschaft von den niederländischen Generalstaaten übernommen, nachdem Friedrich Heinrich die Stadt von den Spaniern befreit hatte. Protestanten und Katholiken wurden gleichberechtigt, und die Dualität blieb (bis 1794; siehe unten). Nach der Übernahme wurde die Festung Maastricht auf Kosten der Generalstaaten modernisiert und entwickelte sich zum „Bollwerk der Niederlande“ (bolwerk der Nederlanden). Die holländische Garnison blieb bis 1867 wichtig für die lokale Wirtschaft.
Während des Französisch-Niederländischen Krieges (1672–1679) im Zuge der Belagerung der Stadt durch Ludwig XIV. fiel am 25. Juni 1673 um die Mittagszeit der Chef der 1. Kompanie der Musketiere des Königs Charles de Batz-Castelmore d’Artagnan vor der Stadtmauer in der Nähe des Tongerner Tores („Tongersepoort“) im Südwesten der Stadt infolge eines Musketenschusses in die Kehle. Drei Jahre später misslang die Zurückeroberung durch Wilhelm III. von Oranien. Nach dem Frieden von Nimwegen 1678 zogen sich die Franzosen zurück. Ein großer Teil der Festungsbauten war im Zuge der Einnahme durch die Franzosen zerstört worden und musste erneuert werden. Vorbeugend wurde 1701/1702 das Fort Sint Pieter auf dem Sint Pietersberg gebaut.
Von April bis Mai 1748 fand die Belagerung von Maastricht im Österreichischen Erbfolgekrieg statt. Der Frieden von Aachen im selben Jahr beendete diesmal die französische Besetzung. Der Baumeister Dumoulin gab der Linie von Dumoulin den Namen, die am Ende des 18. Jahrhunderts entstand und fast im Ganzen erhalten blieb.
Im Sint Pietersberg wurden 1764 und um 1780 die ersten Fossilien des Mosasaurus entdeckt.
Im Ersten Koalitionskrieg eroberten französische Truppen unter General Jean-Baptiste Kléber 1794 die Stadt; sie (und einige andere Gebiete der Niederlande) wurde annektiert und war zwanzig Jahre lang Hauptort des französischen Départements de la Meuse-Inférieure. Direkt 1794 wurde auch das zweite gefundene Mosasaurus-Fossil von den Franzosen entwendet.

### Niederlande seit 1815
Nach der Napoleonischen Zeit wurde Maastricht 1815 Teil des Vereinigten Königreichs der Niederlande. Als sich 1830 im Laufe der Belgischen Revolution die südlichen Provinzen des Landes vom Norden unabhängig erklärten und den Staat Belgien gründeten, hielt die Garnison in Maastricht loyal zum niederländischen König Wilhelm I. und blieb 1839 mit dem östlichen Teil des Herzogtums Limburg trotz der Nähe zu Belgien niederländisch.
Maastricht war seit Mitte des 19. Jahrhunderts Zentrum der Keramikindustrie der Niederlande. Ein riesiges Industriegelände an der Maas („Céramique“) nahe dem Stadtkern wurde in den 1980er Jahren von den Keramikwerken geräumt; dort ist jetzt ein vornehmes Wohnviertel. Hier wurde 1995 das neue Bonnefantenmuseum von Aldo Rossi erbaut. Auf der anderen Seite der Maas wurden die alten Fabrikanlagen der Glas- und Keramikwerke von Petrus Regout renoviert. Hier entstand Anfang des 21. Jahrhunderts das trendige Sphinx-Viertel („Sphinxkwartier“).
Am 10. Mai 1940 wurde Maastricht beim Überfall auf die Niederlande, Belgien und Luxemburg durch die Wehrmacht besetzt. Die Besetzung dauerte genau 4 Jahre, 4 Monate und 4 Tage. Am 14. September 1944 befreiten US-Truppen den Ort. Bis März 1945 blieb die Stadt Kommandozentrum und rest center der 9. US-Armee.
In den Jahren nach dem Zweiten Weltkrieg breitete die Stadt sich sehr schnell aus, zunächst in westlicher Richtung, bis die belgische Grenze erreicht war; ab 1970 auch in östlicher Richtung, wo einige Nachbargemeinden eingegliedert wurden. Die 1976 gegründete Universität Maastricht gibt sich ein betont internationales Profil und hat in einigen Studiengängen mehr als 50 % ausländische – zumeist deutsche – Studenten.
Am 7. Februar 1992 wurde im „Gouvernement“, dem Sitz der Provinzialregierung von Limburg, der Vertrag von Maastricht unterzeichnet, mit dem die Europäische Union (EU) gegründet wurde. Die Stadt bezeichnete sich daher als „der Geburtsort des Euros“.

## Kultur

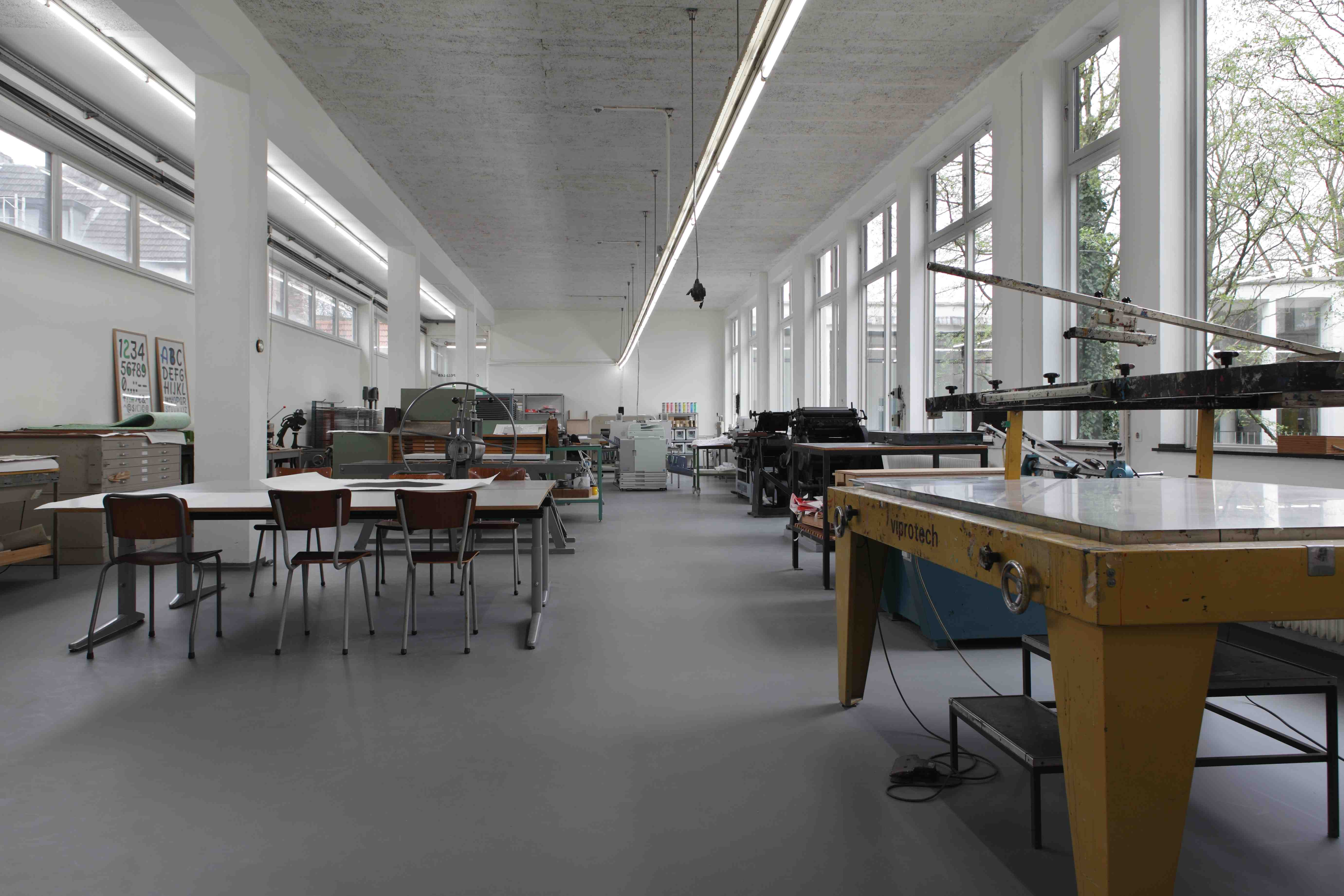
Jan van Eyck Academie

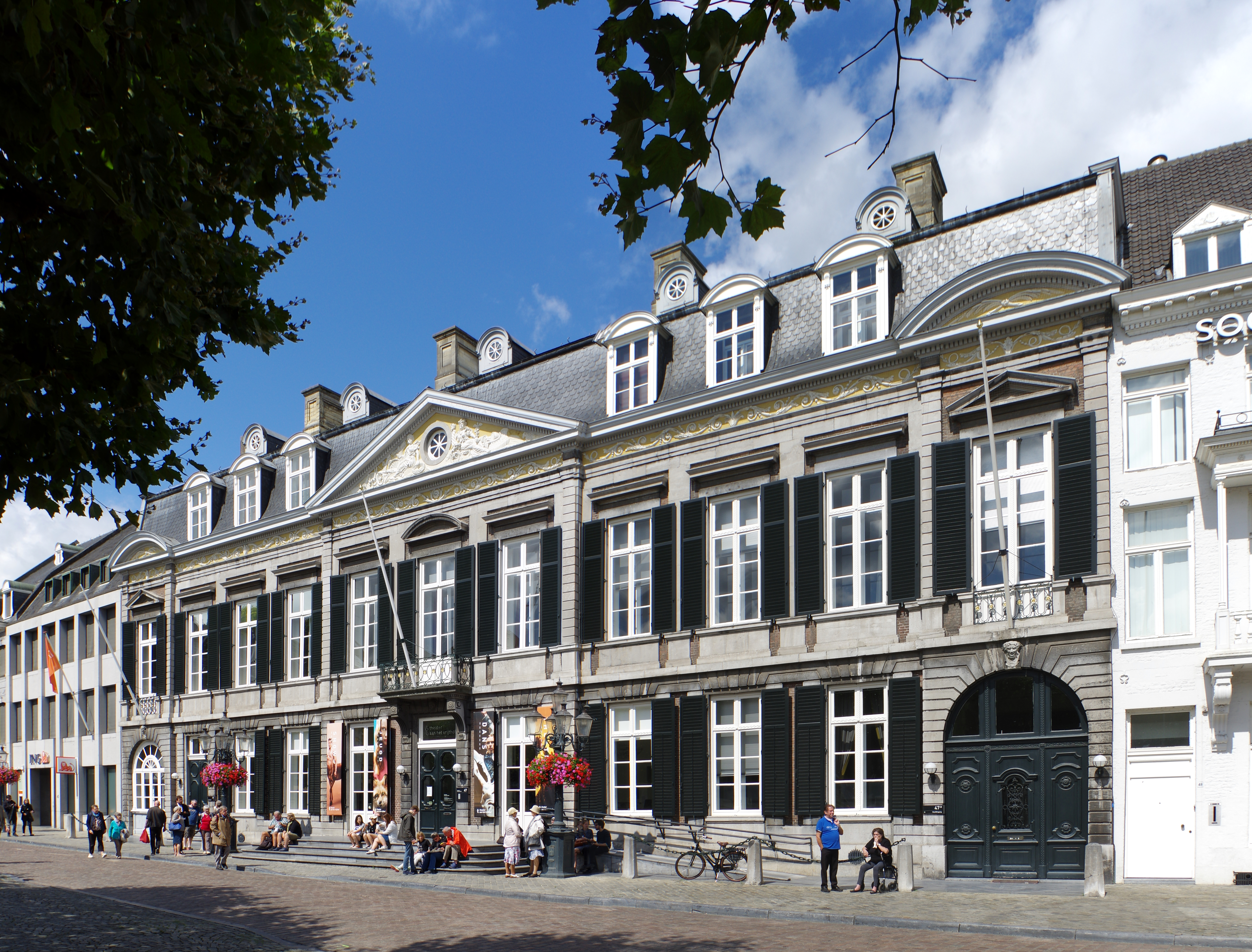
Theater am Vrijthof

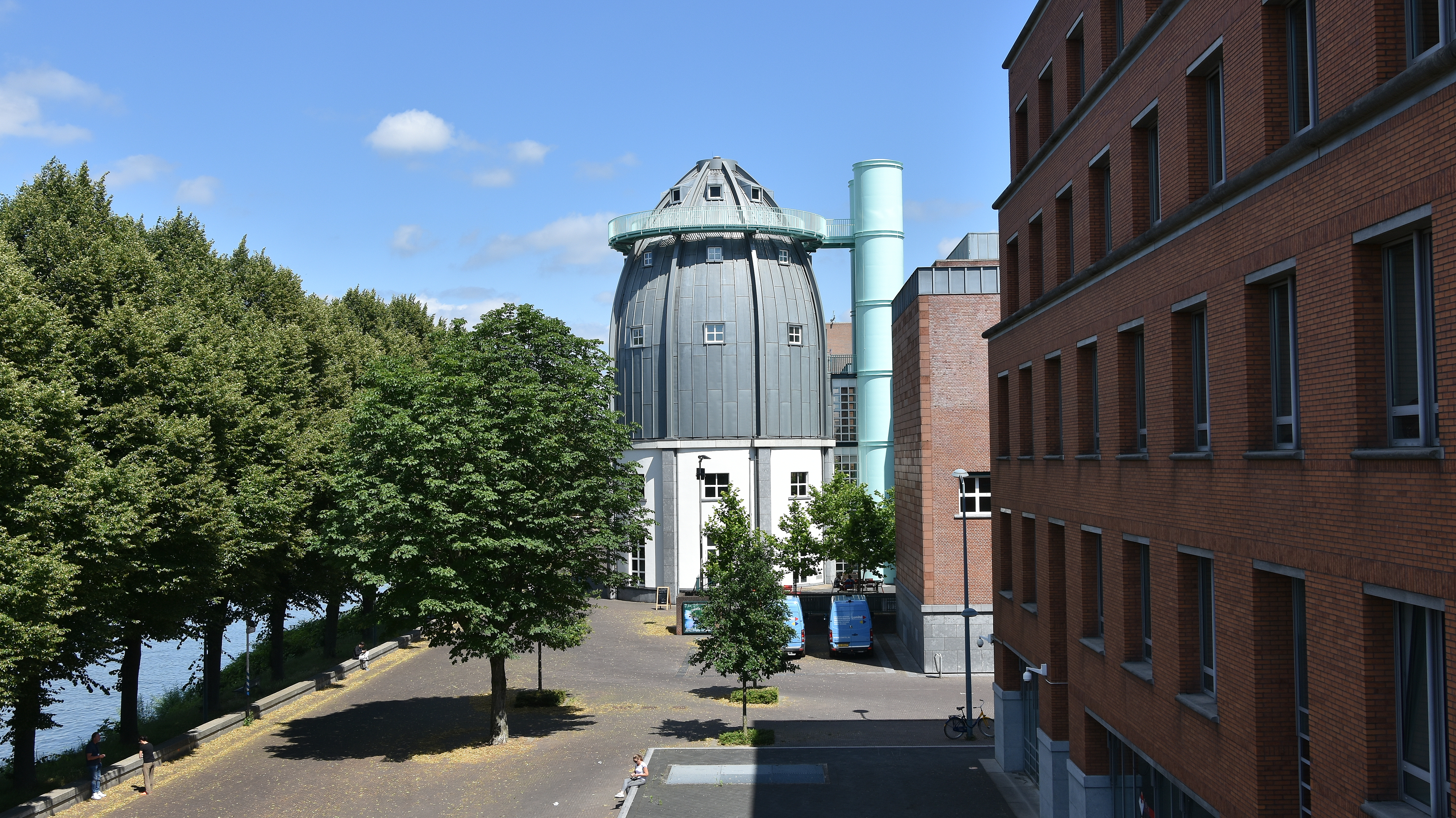
Bonnefantenmuseum

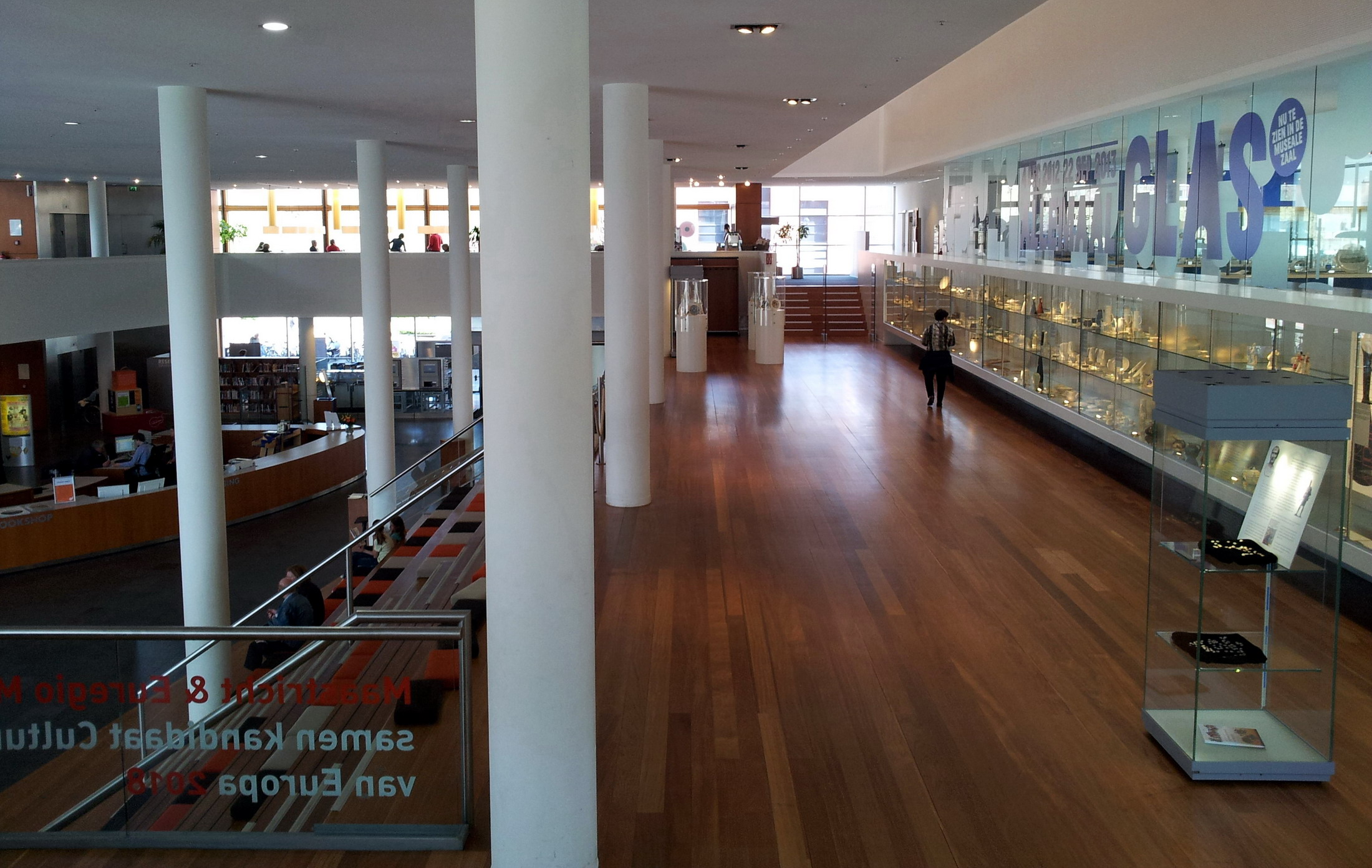
Keramikausstellung im Centre Céramique

Eine Theaterhochschule, ein Konservatorium, eine Kunsthochschule, sowie ein postakademisches Institut für bildende Kunst (Van Eyck) tragen dazu bei, dass Maastricht ein kulturelles Zentrum von überregionaler Bedeutung ist.
Jährlich im Frühjahr findet eine der weltweit größten Kunst- und Antiquitätenmessen, die TEFAF, statt, auf der rund 240 international renommierte Aussteller Exponate von der Antike bis zur Klassischen Moderne präsentieren.
Im Boschstraatquartier findet sich ein toleriertes Zentrum der Hausbesetzerszene Landbouwbelang. Die Gebäude bieten Platz für Künstler und Podien für Konzerte, Theater und Filmvorführungen. Zu den alternativen Läden im Quartier gehört der Kostenlos-Laden Doorgeefwinkel sowie ein Repair-Café und eine Volksküche.
Maastricht ist eine Karnevalshochburg. Das Fest zieht jedes Jahr viele Touristen an und ist daher von großer kultureller und wirtschaftlicher Bedeutung. Die Karnevalssaison fängt am 11. November an und endet am Aschermittwoch mit dem Herunterlassen des Mooswiefs, einer Puppe, am Vrijthof-Platz.

### Musik, Theater und Film
Die philharmonie zuidnederland (vorher Limburgs Symfonie Orkest) ist das klassische Orchester der Provinzen Limburg, Noord-Brabant und Zeeland mit Hauptsitzen in Maastricht und Eindhoven. Opera Zuid ist eine kleine Operngesellschaft mit Hauptsitz in Maastricht. Ein bekannter Männerchor ist die Koninklijke Zangvereniging Mastreechter Staar. Berühmt ist André Rieu mit seinem Johann Strauß Orchester. Die Muziekgieterij ist das Maastrichter Zentrum für Popmusik, seit 2019 mit einem neuen Saal für 1100 Besucher. Der populäre Sänger Benny Neyman setzte der Stadt ein Denkmal mit seiner Ode an Maastricht (Kom met me mee naar Maastricht).
Toneelgroep Maastricht ist eine professionelle Theatergruppe. Die Stadt besitzt mehrere Theater wie das Theater aan het Vrijthof (Konzert- und Schauspielhaus), die Bordenhal (Toneelgroep Maastricht), die Bonbonnière und das kleinere Pesthuystheater. Zudem gibt es in Maastricht drei Kinos, das Lumière, das Pathé und das Euroscoop.

### Museen
- Bonnefantenmuseum: Museum für alte und zeitgenössische Kunst in einem 1992 bis 1995 errichteten Gebäude des italienischen Architekten Aldo Rossi
- Museumkeller im Hotel Derlon (Liebfrauenplatz): bedeutende Funde aus der Römerzeit
- Schatzkammer der St. Servatius-Basilika: u. a. Servatius-Schrein, Servatius-Kopfreliquiar, Servatius-Schlüssel, Servatius-Kreuz, sonstige Reliquiare, sakrales Gerät und mittelalterliche Textilien[29]
- Schatzkammer der Liebfrauen-Basilika: kirchliches Museum mit Kunst und Gegenständen vom Byzantinischen Reich bis zur Moderne
- Naturhistorisches Museum Maastricht: geologische, paläontologische, entomologische und botanische Kollektionen (u. a. Fossilien von Mosasauriern und Riesenschildkröten)
- Centre Céramique: archäologische und historische Sammlungen der Stadt und Region, Modell der Stadt aus dem 18. Jahrhundert, Glas- und Keramik-Sammlungen
- Museum aan het Vrijthof (Spaans Gouvernement): maasländische Stileinrichtungen des 18. Jahrhunderts; seit 2019 vorwiegend Fotografiemuseum
- Druckereimuseum (Jodenstraat/Judenstraße)
- Stoombierbrouwerij De Keyzer: historische Brauerei aus dem 19. Jahrhundert in Wyck
- Museum van Illusies: edukatives Museum bezüglich menschlicher Wahrnehmung und Sinnestäuschungen, im Mosae Forum

### Sehenswürdigkeiten
Maastricht weist mit 1675 unter staatlichem Denkmalschutz stehenden Gebäuden nach Amsterdam die zweitgrößte Zahl von Baudenkmalen in den Niederlanden auf. Unter anderen zählt die Stadt zwei romanische Kirchen, sieben gotische Kirchen und Kapellen, mehrere barocke und klassizistische Kirchen, sowie auch ein paar sehenswerte moderne Kirchen. Es folgt eine Liste wichtiger Baudenkmale und Sehenswürdigkeiten:

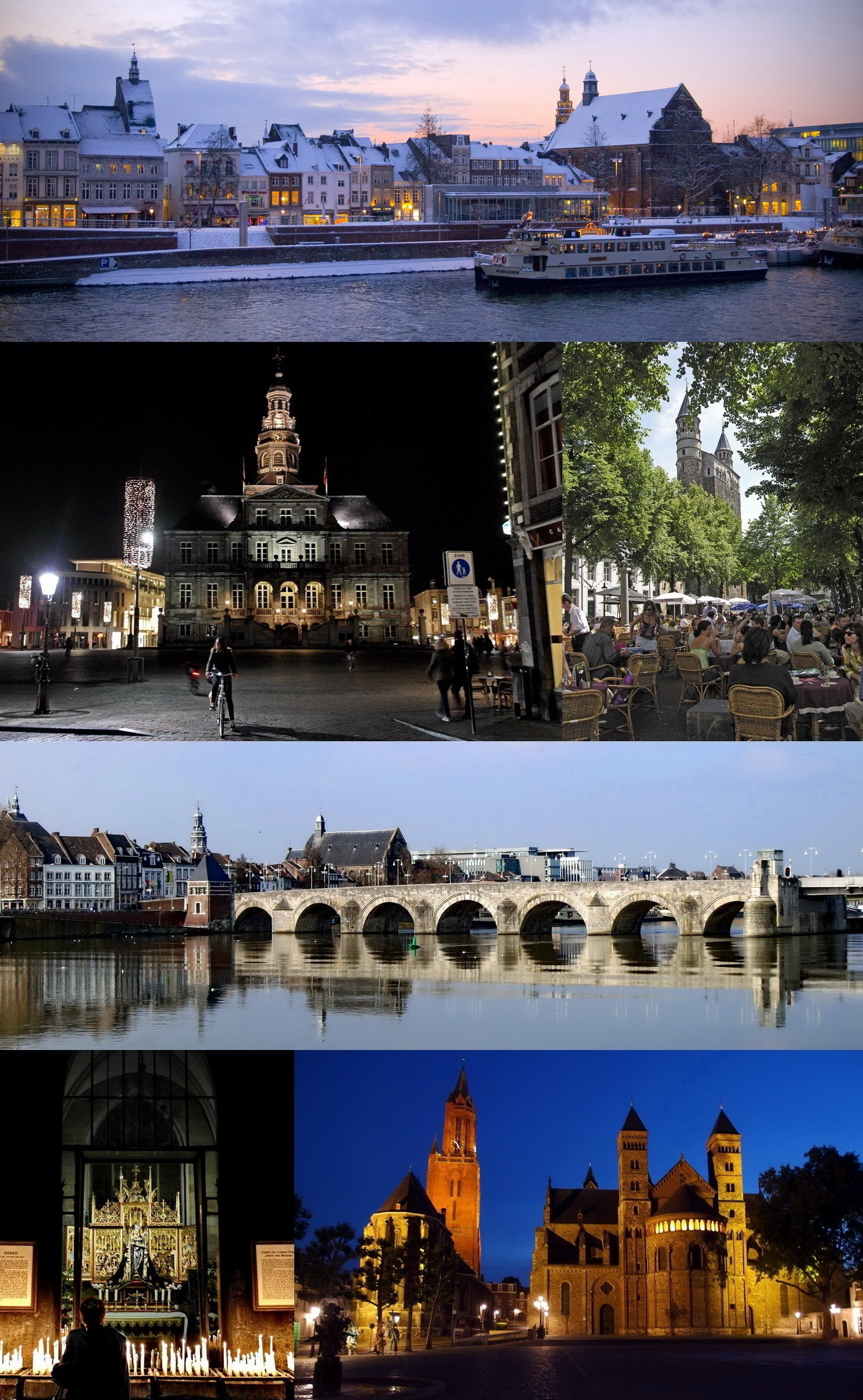
Die Maas im Winter · Rathaus am Abend · Liebfrauenplatz · St.-Servatius-Brücke · Kapelle der „Sterne des Meeres“ · St. Johann und St. Servatius am Vrijthof-Platz

- Maas, Maaspromenade, Servatiusbrücke (→ Lage), Hohe Brücke und Parkanlagen
- Liebfrauenplatz (→ Lage) mit Liebfrauenbasilika sowie in der Nähe: Bonbonnière (altes Stadttheater) und Erste Franziskanerkirche
- Vrijthof (→ Lage) mit Sankt-Servatius-Basilika, Sankt-Johannis-Kirche, Militärwache, Generaalshuis (Stadttheater) und Spaans Gouvernement (Museum am Vrijthof)
- Markt mit Rathaus (Pieter Post, 17. Jh.; → Lage) und Minckelers-Statue (die „ewig brennende Flamme“ erinnert an den Wissenschaftler Johannes Petrus Minckeleers, der als der Erfinder der Gasbeleuchtung gilt)
- Binnenstad: Fußgängerzone mit gotischem Dinghuis (Gerichtsgebäude; → Lage) und Dominikanerkirche (mit Fresken aus dem Leben von Thomas von Aquin. Die Kirche ist jetzt zu einer Buchhandlung umgenutzt.[30] → Lage)
- Die gotische Kreuzherrenkirche (Kruisherenkerk, 1440–1470/1509) des ehemaligen, 1438 gegründeten Kreuzherrenklosters (Kruisherenklooster) birgt Fresken (um 1525/1550), die das Leben der hl. Gertrud von Nivelles schildern. Die im Jahr 2000 von der Stadt Maastricht veräußerte Klosteranlage wurde von 2003 bis 2005 restauriert und zu einem Luxushotel umgestaltet, dem Kruisherenhotel.
- Stokstraatquartier: Altstadtviertel, an der Stelle des ehemaligen römischen Kastells, seit einer Renovierung in den 1960er Jahren Einkaufsgebiet mit Mode- und Designgeschäften sowie mehreren Restaurants
- Jekerquartier: das Studentenquartier von Maastricht, mit Teilen der mittelalterlichen Stadtmauer und Helpoort (dt. Höllentor), der Niederlande ältestes Stadttor von ca. 1230; → Lage
- Wyck und Céramique: das alte und neue Quartier am östlichen Maasufer, mit Häusern im Stil der Maasländische Renaissance und moderner Architektur von u. a. Hans Kollhoff, Jo Coenen, Herman Hertzberger, Álvaro Siza Vieira, MBM Arquitectes, Mario Botta, Luigi Snozzi, Aurelio Galfetti und Aldo Rossi
- Die drei aneinander liegenden Stadspark (→ Lage), Monseigneur Nolenspark (→ Lage) und Aldenhofpark (→ Lage) mit spätmittelalterlichen Stadtmauern und -Türmen, dem Jeker (Fluss), Mini-Tiergarten und D'Artagnan-Statue (1673 an dieser Stelle gestorben)
- Die Linie von Dumoulin (Hoge Fronten; → Lage): eine nordwestlich der Innenstadt gelegene ehemalige Verteidigungsanlage, deren Bastionen durch die Kasematten verbunden sind
- Naturschutzgebiet Sint Pietersberg mit dem Fort Sint Pieter (→ Lage; ein guter Aussichtspunkt über die Innenstadt und das Umland) und Grotten am Sint-Pietersberg (→ Lage; unterirdische Steinbrüche mit über 20.000 Gängen, wo eine konstante Temperatur von 10 °C herrscht; im Hochsommer auch Führungen in deutscher Sprache)
- Naturschutzgebiete Jekerdal (mit Terrassenschloss Neercanne) und Cannerberg (ein Teil des Höhlensystems im Cannerberg beherbergte von 1954 bis 1992 die NATO-Einrichtung JOC Maastricht – das Joint Operations Centre von 2 ATAF und NORTHAG; hier war auch zeitweise das Primäre Hauptquartier für den Kriegsfall des NATO-Hauptquartiers in Mönchengladbach-Rheindahlen untergebracht)
- Das Buitengoed Geul & Maas: ein Naturgebiet mit mehreren Gutsanlagen im Nordosten von Maastricht (u. a. Meerssenhoven, Vaeshartelt, Jerusalem, Bethlehem, Geusselt, La Grande Suisse, La Petite Suisse und Severen)

## Partnerstädte
Maastricht unterhält zu mehreren Städten partnerschaftliche Beziehungen:
- Lüttich (Belgien), seit 1955
- Koblenz (Deutschland), seit 1981
- El Rama (Nicaragua), seit 1987 (offiziell 1995)
- Chengdu (Volksrepublik China), seit 2012

## Persönlichkeiten
Bekannte, in Maastricht geborene Persönlichkeiten sind unter anderem der Maler Johann Friedrich August Tischbein, der Nobelpreisträger für Chemie Peter Debye, der Violinist André Rieu, die Politiker Maxime Verhagen und Frans Timmermans, der Schwimmer Pieter van den Hoogenband und der Straßenradrennfahrer Tom Dumoulin.